# Soleil
Pour les articles homonymes, voir soleil (homonymie).
Le Soleil est l’étoile de type naine jaune du Système solaire, qui se situe dans le bras d'Orion, à environ 8 kpc (∼26 100 al) du centre galactique de la galaxie Voie lactée. Il orbite autour du centre galactique en une année galactique de 225 à 250 millions d'années. Autour de lui gravitent de nombreux objets, dont la Terre (à la vitesse de 30 km/s), sept autres planètes, au moins cinq planètes naines, de très nombreux astéroïdes et comètes (notamment dans la ceinture d'astéroïdes et la ceinture de Kuiper). Le Soleil représente à lui seul environ 99,854 % de la masse du système planétaire ainsi constitué, Jupiter représentant plus des deux tiers du reste.

## Présentation
Dans la classification astronomique, cette étoile de type naine jaune, de près de 1,4 million de kilomètres de diamètre pour une masse d'environ 2 × 1030 kg, est essentiellement composée d’hydrogène (74 % de la masse ou 92 % du volume) et d’hélium (25 % de la masse ou 8 % du volume) à l'état plasma. 

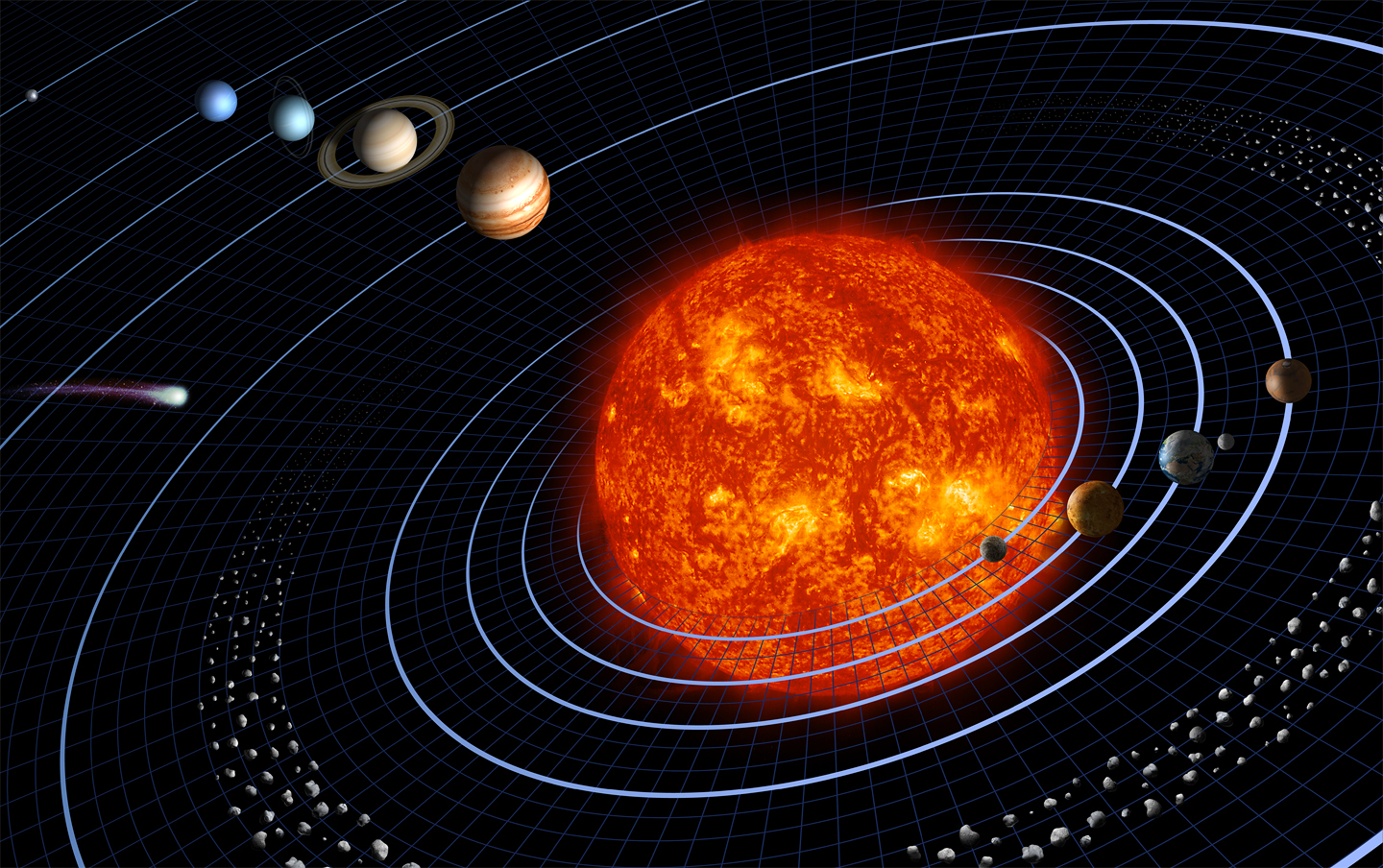
Représentation d'artiste du Système solaire.
Représentation d'artiste du Système solaire.
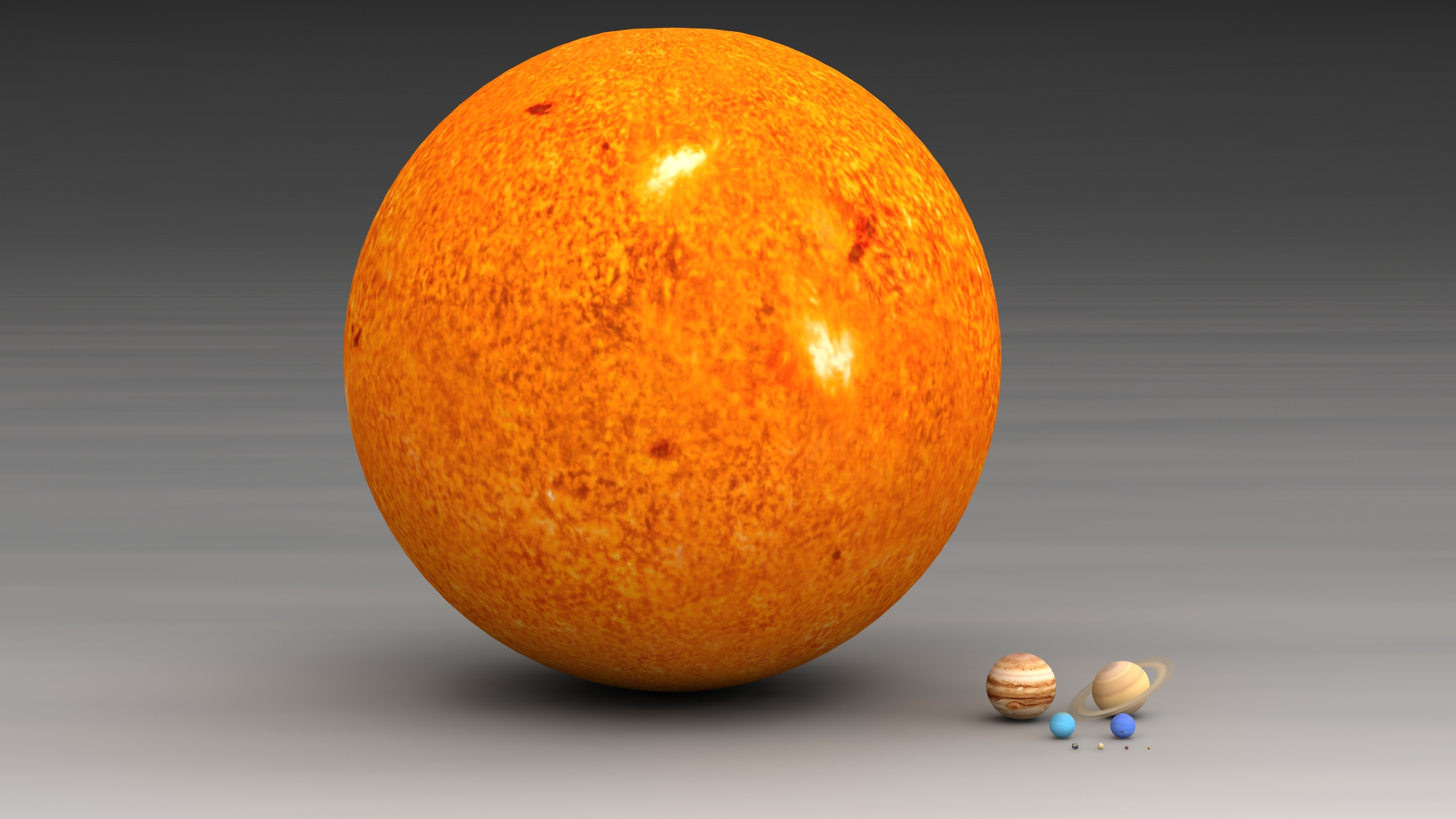
Rapport de taille entre le Soleil et les planètes du Système solaire.

L'énergie solaire transmise par le rayonnement solaire rend possible la vie sur Terre. Sa lumière permet la photosynthèse et l'énergie thermique qu'il apporte maintient une température en surface permettant la présence d'eau à l'état liquide. 

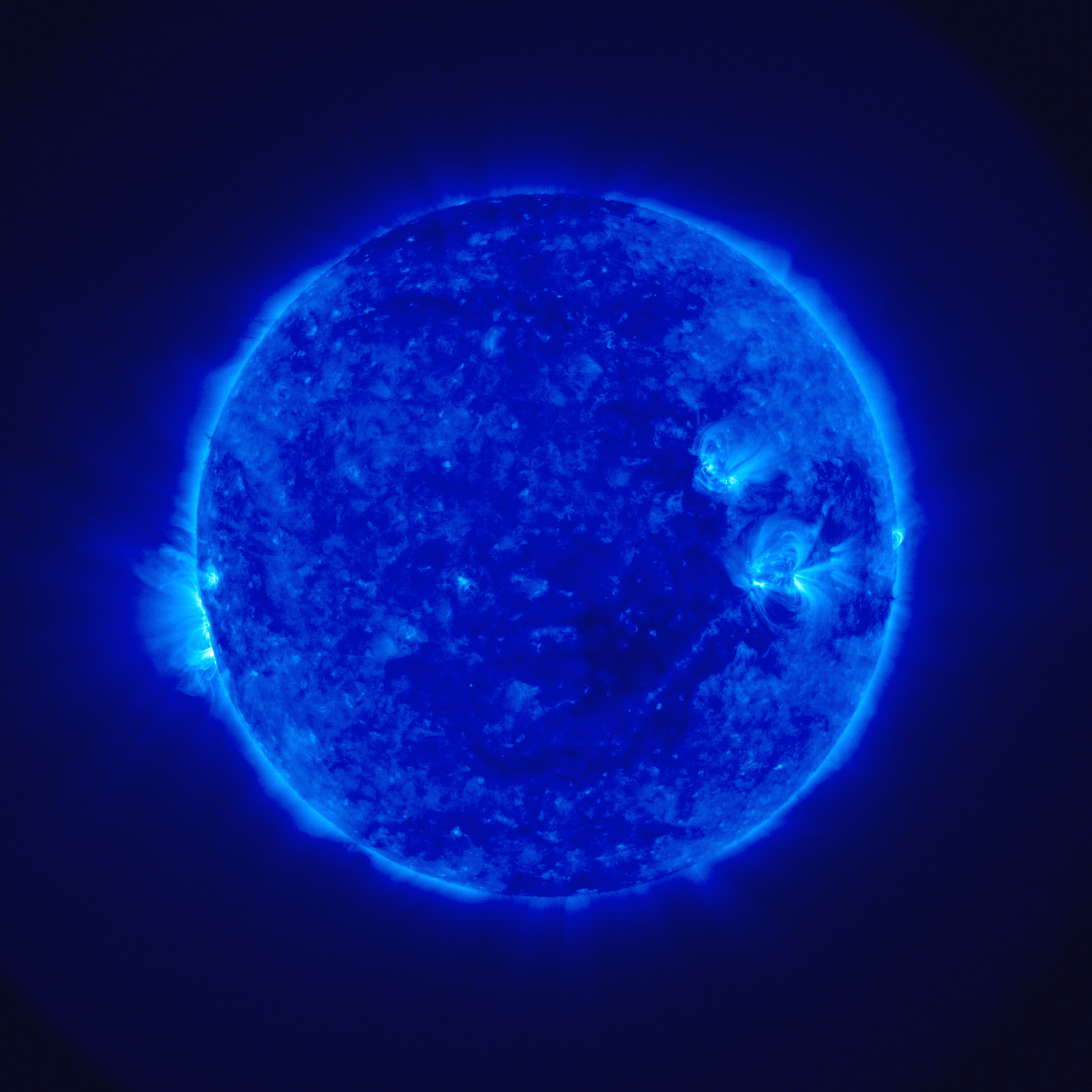
Le Soleil vu dans l’ultraviolet « lointain » (UVC) (image en « fausses couleurs »). La chromosphère et les protubérances sont les sources essentielles, bien plus chaudes que la « surface » (la photosphère).

Le rayonnement ultraviolet contribue à la désinfection naturelle des eaux de surface et à y détruire certaines molécules indésirables (quand l'eau n'est pas trop turbide). La polarisation de la lumière solaire (ou lunaire, de nuit), par des matériaux tels que l'eau ou les cuticules végétales, est utilisée par de nombreuses espèces pour s'orienter,.
Le rayonnement solaire est aussi responsable des climats et de la plupart des phénomènes météorologiques observés sur la Terre. En effet, le bilan radiatif global de la Terre est tel que l'énergie thermique à la surface de la Terre est en moyenne à 99,97 ou 99,98 % d’origine solaire. Comme pour tous les autres corps, ces flux thermiques sont continuellement émis dans l’espace, sous forme de rayonnement thermique infrarouge ; la Terre reste ainsi en équilibre dynamique.
Le demi-grand axe de l’orbite de la Terre autour du Soleil, couramment appelé « distance de la Terre au Soleil », égal à 149 597 870 700 ± 3 m, est la définition originale de l’unité astronomique (de symbole « au »). Il faut 8 minutes et 19 secondes pour que la lumière du Soleil parvienne jusqu’à la Terre.

## Symboles
Le symbole astronomique et astrologique du Soleil est un cercle avec un point en son centre : {\displaystyle \odot }.

## Étymologie
Le mot soleil est issu du gallo-roman *SOLICULU, forme du latin populaire *soliculus (non attesté), diminutif du latin classique sol, solis désignant l’astre et la divinité. Le latin sol se poursuit dans la plupart des langues romanes : italien sole, espagnol, portugais et catalan sol.

## Caractéristiques générales

### Composition chimique
Le Soleil est une étoile naine jaune qui se compose de 74 % d’hydrogène (soit 92 % de son volume), de 25 % d’hélium (8 % de son volume) et d’une fraction d’éléments plus lourds. Les éléments réfractaires observables à la surface du Soleil ont une abondance inférieure à celle observée dans la plupart des étoiles ayant des caractéristiques comparables. Cet écart de composition serait dû à la formation précoce de Jupiter qui aurait isolé des poussières réfractaires loin du Soleil plutôt qu'à une capture par les planètes telluriques.

### Type spectral
Le Soleil est de type spectral G2 V. « G2 » signifie qu’il est plus chaud (5 770 kelvins en surface environ) et plus brillant que la moyenne, avec une couleur jaune tirant sur le blanc. Son spectre renferme des bandes de métaux ionisés et neutres, ainsi que de faibles bandes d’hydrogène. Le suffixe « V » (ou « classe de luminosité ») indique qu’il évolue actuellement, comme la majorité des étoiles, sur la séquence principale du diagramme de Hertzsprung-Russell : il tire son énergie de réactions de fusion nucléaire qui transforment, dans son noyau, l'hydrogène en hélium, et se trouve dans un état d’équilibre hydrostatique, ne subissant ni contraction, ni dilatation continuelles.

### Situation dans la Voie lactée
Il existe dans la Voie lactée plus de 100 millions d’étoiles de type spectral identique, ce qui fait du Soleil une étoile assez ordinaire, bien qu’il soit en fait plus brillant que 85 % des étoiles de la Galaxie, qui sont en majorité des naines rouges.
Le Soleil gravite autour du centre de la Voie lactée, dont il est distant d’environ 26 673 années-lumière. Sa période de révolution galactique est d’environ 220 millions d’années et sa vitesse d'environ 250 km/s, équivalente à une année-lumière tous les 1 400 ans environ, ou une unité astronomique tous les huit jours,,.
Dans cette révolution galactique, le Soleil, comme les autres étoiles du disque, a un mouvement oscillant autour du plan galactique : l’orbite galactique solaire présente des ondulations sinusoïdales perpendiculaires à son plan de révolution. Le Soleil traverserait ce plan tous les 30 millions d’années environ, d’un côté puis de l’autre — sens Nord-Sud galactique, puis inversement — et s’en éloignerait au maximum de 230 années-lumière environ, tout en restant dans le disque galactique. La masse du disque galactique attire les étoiles qui auraient un plan de révolution différent de celui du disque galactique.
Actuellement, le Système solaire se situerait à 48 années-lumière au-dessus (au nord) du plan galactique et en phase ascendante à la vitesse de 7 km/s.

### Révolution et rotation
Le Soleil tourne autour du barycentre du Système solaire (mouvement de révolution), ce dernier se situant dans les années 2000 à un peu plus d'un rayon solaire du centre de l'étoile (donc légèrement à l'extérieur du Soleil), en raison de la masse de Jupiter (environ un millième de la masse solaire) et des autres planètes géantes.
Le Soleil tourne également sur lui-même (mouvement de rotation), avec une période de 27 jours terrestres environ. En réalité, n’étant pas un objet solide, il subit une rotation différentielle : il tourne plus rapidement à l’équateur (25 jours) qu’aux pôles (35 jours). Déduite des modes de vibration de gravité, la vitesse de rotation du cœur a pu aussi être déterminée : un tour par semaine environ, soit 3,8 fois plus vite que les couches extérieures et intermédiaires,.

## Histoire naturelle

### Formation
Le Soleil est une étoile âgée d'environ 4,57 milliards d’années, soit un peu moins de la moitié de son chemin sur la séquence principale. Il s'est formé 9,23 milliards d'années après le Big Bang, qui marque l'origine de l'Univers, il y a 13,8 milliards d'années. L'hypothèse des années 1970, selon laquelle une supernova serait à l'origine de l'effondrement de la nébuleuse qui a donné naissance au Soleil, n'est plus crédible. Une modélisation réalisée en 2012 propose un scénario en trois étapes pour expliquer la formation du Soleil et l'abondance de magnésium 26 et de nickel 60 dans les météorites. Ces éléments sont les produits de la décomposition de deux isotopes radioactifs (à la demi-vie relativement courte), nés dans les étoiles : l'aluminium 26 (demi-vie de 717 000 ans) et le fer 60 (demi-vie de 2,6 Ma). Pour comprendre la présence de ces éléments dans la chimie du Soleil, il fallait imaginer une étape pour le fer 60 et une autre pour l'aluminium 26.

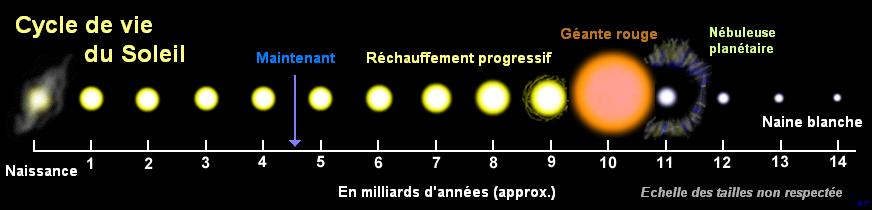
Le cycle de vie du Soleil est similaire à celui d’une naine jaune. Le diagramme est trop court de deux milliards d’années et il lui manque la « courte » phase de sous-géante.

Environ 400 millions d'années (Ma) après le Big Bang, des nébuleuses s'effondrent et une première génération d'étoiles (± 5 000) naît. Après environ 5 Ma, les plus massives meurent en supernovas et dispersent leurs éléments, dont l'isotope fer 60. Après encore 2 Ma, un nuage contenant du fer 60 s'effondre et de nouvelles étoiles se forment. Cette seconde génération comprend des étoiles très massives (plus de 30 masses solaires) qui éjectent des vents contenant de l'aluminium 26. 100 000 ans plus tard, le vent d'une de ces étoiles très massives comprime la matière qui l'entoure. Il se forme une coquille de gaz et de poussières contenant du fer 60 et de l'aluminium 26, qui finit par s'effondrer et donner naissance, il y a 4,568 2 Ga, à une troisième génération d'étoiles : de quelques centaines à plusieurs milliers d'étoiles jumelles, parmi lesquelles le Soleil. Quelques millions d'années plus tard, l'étoile très massive à l'origine du processus meurt en supernova ; on l'appelle Coatlicue, qui signifie « mère du Soleil » dans la cosmogonie aztèque. Les sœurs du Soleil (à la composition chimique identique) se dispersent dans la Voie lactée. Le Soleil reste seul ; les astéroïdes qui l'entourent gardent la trace de sa généalogie sous la forme des dérivés du fer 60 et de l'aluminium 26 : le nickel 60 et le magnésium 26.

### Évolution
Actuellement, dans le cœur du Soleil, chaque seconde, environ 620 millions de tonnes d'hydrogène fusionnent pour produire environ 615,7 millions de tonnes d'hélium,. La différence de masse de 4,35 millions de tonnes, soit 0,7 % (une masse de l'ordre de celle de la pyramide de Gizeh), équivaut à l'énergie lumineuse produite, soit 4 × 1026 joules par seconde, ou watts. La part photonique migre lentement vers la surface solaire, par rayonnement et par convection, puis est émise dans l’espace sous forme de rayonnement électromagnétique (lumière, rayonnement solaire) et de flux de particules (vent solaire).

Évolution de la luminosité, du rayon et de la température solaires, comparés aux valeurs actuelles du Soleil. D'après Ribas (2010).

Le Soleil est dans sa phase linéaire, durant laquelle il épuise petit à petit ses réserves d’hydrogène. Sa luminosité augmente d’environ 7 % par milliard d’années, à mesure qu'augmente le rythme des réactions de fusion du fait de la lente contraction du cœur. Cette phase linéaire a débuté quand le Soleil était âgé d'environ 500 millions d'années et durera jusqu'à la rupture de l'équilibre hydrostatique. Le Soleil était donc moins brillant dans le passé et sera plus brillant dans le futur.

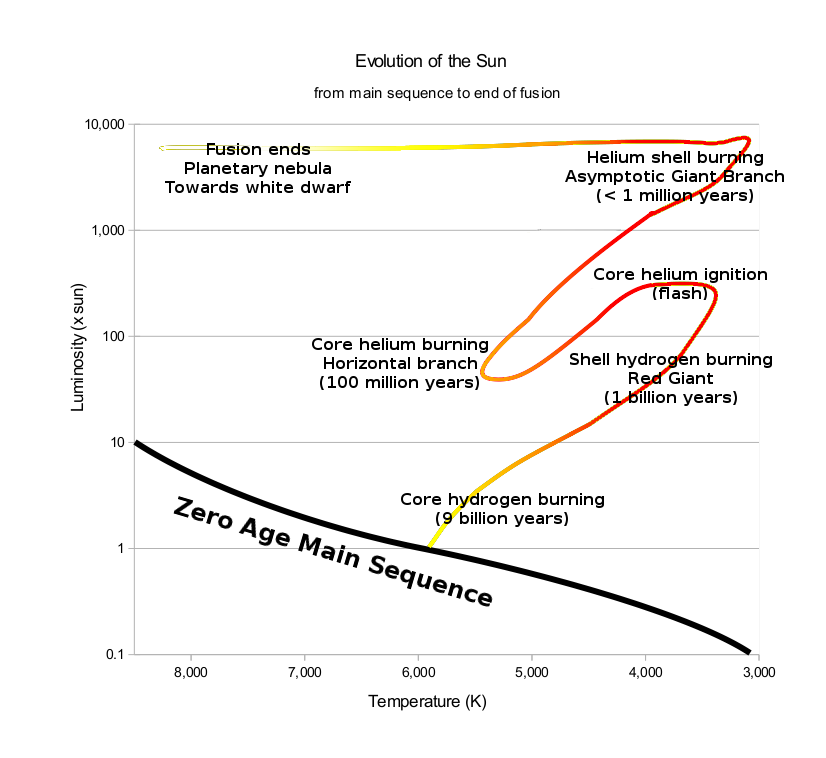
Évolution d'une étoile de type solaire. Le parcours d'une étoile d'une masse solaire sur le diagramme de Hertzsprung-Russell est indiqué depuis la séquence principale jusqu'au-delà du stade de la branche asymptotique des géantes.

Lorsqu’il sera âgé de 10,5 milliards d’années, l’équilibre hydrostatique sera rompu. Le Soleil aura converti tout l'hydrogène de son cœur en hélium. Le noyau d'hélium se contractera et s’échauffera fortement, tandis qu’une couronne externe du cœur fusionnera l’hydrogène en hélium, libérant davantage d'énergie par réaction. Ses couches superficielles, dilatées par le flux thermique croissant et ainsi partiellement libérées de l’effet gravitationnel, seront progressivement repoussées : le Soleil se dilatera, d'abord lentement sur 500 millions d'années, puis plus rapidement sur 500 millions d'années supplémentaires, pour finalement se transformer en géante rouge. Au terme de ce processus, le Soleil aura un diamètre environ 100 fois supérieur à l’actuel et sera près de 2 000 fois plus lumineux. Sa photosphère dépassera l’orbite de Mercure et de Vénus. La Terre, si elle subsiste encore, ne sera plus qu’un désert calciné. Cette phase de géante rouge durera environ un milliard d'années, le Soleil y perdra environ un tiers de sa masse.
À la fin de sa phase de géante rouge, son cœur d'hélium sera en état dégénéré, sa température, augmentant par contraction de l'hélium produit par la couronne externe du cœur, arrivera aux environs de 100 millions de kelvins, amorçant les réactions de fusion de l’hélium pour donner du carbone (voir réaction triple alpha) ainsi que de l'oxygène. Cette ignition de l'hélium sera brutale : elle produira un flash de l'hélium, suivi d'un réarrangement des couches du Soleil faisant diminuer son diamètre jusqu’à ce qu’il se stabilise à une taille jusqu’à dix fois sa taille actuelle, soit d’environ 10 millions de kilomètres de diamètre. Il sera devenu une sous-géante, émettant environ 50 fois sa luminosité actuelle.
La période de fusion de l'hélium durera environ 100 millions d'années, les noyaux d'hélium se combineront trois par trois pour former des noyaux de carbone, qui peupleront le cœur de la géante rouge, produisant un peu d'oxygène par ajout d'un noyau d'hélium supplémentaire au carbone. Durant cette phase, le Soleil deviendra plus grand et plus lumineux encore.
Enfin, lorsque l'hélium au centre du cœur sera entièrement transformé en carbone et en oxygène, il redeviendra une géante rouge, entrant dans la phase de la branche asymptotique des géantes, qui durera approximativement 20 millions d'années. Dans cette phase, deux couronnes de fusion prendront place en son cœur : une externe fusionnant l'hydrogène, une interne fusionnant l'hélium. Dans cette configuration, le Soleil sera très instable, les couronnes de fusion variant alternativement de puissance. Cela produira de puissantes pulsations qui finiront par souffler les couches externes. Le Soleil perdra ainsi environ la moitié de sa masse.
Le Soleil ne sera plus assez massif pour comprimer son cœur de carbone et atteindre la température de 600 millions de kelvins nécessaire à la fusion du carbone, produisant du néon, du sodium et du magnésium.
La matière des couches externes sera répandue dans l’espace et donnera naissance à une nébuleuse planétaire. Celle-ci sera un nuage de gaz très chaud (plus de 10 000 K) composé essentiellement de l'hydrogène et de l'hélium non consommés dans les fusions, et d'un peu de carbone. Elle servira de berceau à de nouvelles étoiles. Le cœur de carbone, n'ayant plus de carburant pour fournir l'énergie nécessaire pour contrecarrer la gravité, s'effondrera sur lui-même et formera une naine blanche, d’une taille comparable à celle de la Terre. La densité y sera si élevée que le cœur abritera de la matière électronique dégénérée. La température en surface de la naine blanche atteindra 50 000 K (chaleur emmagasinée lors de l'effondrement du cœur). Cette chaleur sera émise par un rayonnement de couleur blanche. La surface radiative étant extrêmement faible, la naine blanche mettra plusieurs milliards d'années à se refroidir. Quand sa température sera assez basse, son rayonnement thermique sera si faible que la naine blanche sera invisible. Elle terminera sa vie en naine noire, un cadavre céleste si froid qu'il n'émet plus aucune lumière.
Ce scénario est caractéristique des étoiles de faible à moyenne masse, ; de ~0,5 à ~4 M{\displaystyle \odot }.

## Structure et fonctionnement

Structure du Soleil en coupe.

Bien que le Soleil soit une étoile de taille moyenne, il représente à lui seul environ 99,854 % de la masse du Système solaire. Sa forme est presque parfaitement sphérique, présentant un aplatissement aux pôles estimé à neuf millionièmes, ce qui signifie que son diamètre polaire est plus petit que son diamètre équatorial de seulement dix kilomètres.
Contrairement aux objets telluriques, le Soleil n'a pas de limite extérieure bien définie. La densité de ses gaz chute de manière à peu près exponentielle à mesure que l'on s'éloigne de son centre. Par contre, sa structure interne est bien définie.
Le rayon du Soleil est mesuré de son centre jusqu'à la photosphère. La photosphère est la couche en dessous de laquelle les gaz sont assez condensés pour être opaques et au-delà de laquelle ils deviennent transparents. La photosphère est ainsi la couche la plus visible à l'œil nu. La majeure partie de la masse solaire se concentre à 0,7 rayon du centre.
La structure interne du Soleil n'est pas observable directement. De la même façon que la sismologie permet, par l’étude des ondes produites par les tremblements de terre, de déterminer la structure interne de la Terre, on utilise l'héliosismologie pour mesurer et visualiser indirectement la structure interne du Soleil. La simulation informatique est également utilisée comme outil théorique pour sonder les couches les plus profondes.

### Noyau
On considère que le noyau (ou cœur) du Soleil s’étend du centre à environ 0,25 rayon solaire. Sa masse volumique est supérieure à 150 000 kg m−3 (150 fois celle de l’eau) et sa température approche les 15 millions de kelvins (ce qui contraste nettement avec la température de surface, qui avoisine les 5 800 kelvins). C’est dans le cœur que se produisent les réactions thermonucléaires exothermiques (fusion nucléaire) qui transforment, dans le cas du Soleil, l’hydrogène en hélium, très majoritairement par la chaîne proton-proton et marginalement par le cycle CNO.

Le Soleil tire son énergie des réactions de fusion nucléaire qui transforment, en son noyau, l’hydrogène en hélium.

Chaque seconde, environ 620 millions de tonnes d'hydrogène (3,4 × 1038 protons ou noyaux d’hydrogène,) sont converties en 615,7 millions de tonnes d'hélium,, ce qui libère une énergie correspondant à l'annihilation de 4,26 millions de tonnes de matière (soit 0,7 % de la masse initiale) et produit 383 yottajoules (383 × 1024 J) par seconde, soit l’équivalent de l’explosion de 91,5 × 1015 tonnes de TNT.
Le taux de fusion nucléaire est proportionnel à la densité du noyau, aussi est-elle un processus auto-régulé : toute légère augmentation du taux de fusion provoque un réchauffement et une dilatation du cœur qui réduit en retour le taux de fusion. Inversement, toute diminution légère du taux de fusion refroidit et densifie le cœur, ce qui fait revenir le niveau de fusion à son point de départ.
Aucune chaleur n'étant produite en dehors du cœur, toute la chaleur du reste de l’étoile en provient, l'énergie traversant de nombreuses couches jusqu’à la photosphère, avant de s’échapper dans l’espace sous forme de rayonnement solaire ou de flux de particules.
L'énergie des photons de haute énergie (rayons X et gamma) libérés lors des réactions de fusion met un temps considérable pour traverser les zones de rayonnement et de convection avant d'atteindre la surface du Soleil. On estime que le temps de transit du cœur à la surface se situe entre 10 000 et 170 000 ans.
Après avoir traversé la couche de convection et atteint la photosphère, les photons s’échappent dans l’espace, en grande partie sous forme de lumière. Chaque rayon gamma produit au centre du Soleil est finalement transformé en plusieurs millions de photons lumineux qui s’échappent dans l’espace. Quelque 1038 neutrinos solaires sont également libérés chaque seconde par les 1038 réactions de fusion de la chaîne proton-proton, mais contrairement aux photons, ils interagissent peu avec la matière et sont donc libérés immédiatement. Pendant des années, le nombre de neutrinos produits par le Soleil était mesuré plus faible d’un tiers que la valeur théorique : c’était le problème des neutrinos solaires, qui a été résolu en 1998 grâce à une meilleure compréhension du phénomène d’oscillation du neutrino.

### Zone radiative
La zone de rayonnement ou zone radiative se situe approximativement entre 0,25 et 0,7 rayon solaire. La matière solaire y est si chaude et si dense que le transfert de la chaleur du centre vers les couches les plus extérieures se fait par le seul rayonnement thermique. L’hydrogène et l’hélium ionisés émettent des photons qui voyagent sur une courte distance avant d’être réabsorbés par d’autres ions. Les photons de haute énergie (rayons X et gamma) libérés lors des réactions de fusion mettent un temps considérable pour atteindre la surface du Soleil, ralentis par l’interaction avec la matière et par le phénomène permanent d’absorption et de réémission à plus basse énergie dans le manteau solaire. On estime que le temps de transit de l'énergie d’un photon du cœur à la surface se situe entre 10 000 et 170 000 ans. Dans cette zone, il n’y a pas de convection thermique, car bien que la matière se refroidisse en s’éloignant du cœur, le gradient thermique reste inférieur au gradient adiabatique. La température y diminue à deux millions de kelvins.

### Zone convective

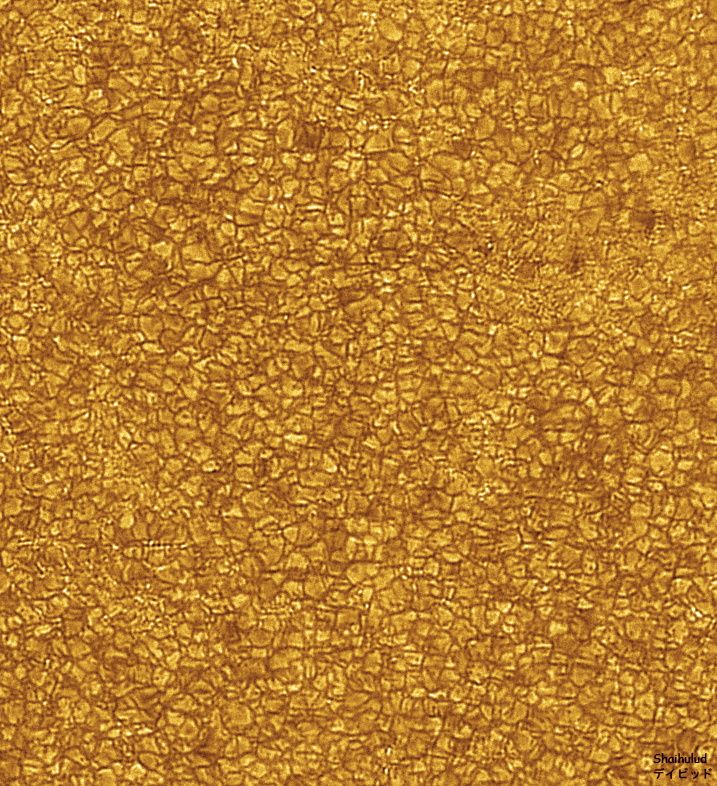
Granulation solaire.

La zone de convection ou zone convective s’étend de 0,8 rayon solaire du centre à la surface visible du Soleil. Elle est séparée de la zone radiative par une couche épaisse d’environ 3 000 km, la tachocline, qui, d’après des études récentes, pourrait être le siège de puissants champs magnétiques et jouerait un rôle important dans la dynamo solaire. Dans la zone de convection, la matière n’est plus ni assez dense ni assez chaude pour évacuer la chaleur par rayonnement : c’est donc par convection, selon un mouvement vertical, que la chaleur est conduite vers la photosphère. La température y passe de 2 millions à ~5 800 kelvins. La matière parvenue en surface, refroidie, plonge à nouveau jusqu’à la base de la zone de convection pour recevoir la chaleur de la partie supérieure de la zone de rayonnement, etc. Les gigantesques cellules de convection ainsi formées sont responsables des granulations solaires observables à la surface de l’astre. Les turbulences survenant dans cette zone produisent un effet dynamo responsable de la polarité magnétique nord-sud à la surface du Soleil.

### Photosphère

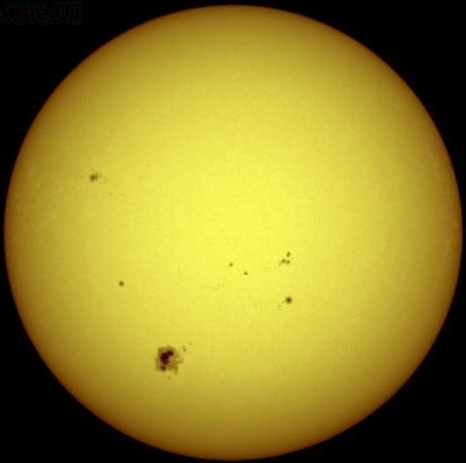
La photosphère vue à travers un filtre.

La photosphère est une partie externe de l’étoile qui produit entre autres la lumière visible. Elle est plus ou moins étendue : de moins de 0,1 % du rayon pour les étoiles naines, soit quelques centaines de kilomètres ; à quelques dizaines de pour cent du rayon de l’étoile pour les plus géantes, ce qui leur donnerait un contour flou contrairement au Soleil aux bords nets.
La lumière qui y est produite contient toutes les informations sur la température, la gravité de surface et la composition chimique de l’étoile. Pour le Soleil, la photosphère a une épaisseur d’environ 400 kilomètres. Sa température moyenne est de 6 000 K. Elle permet de définir la température effective, qui pour le Soleil est de 5 781 K. Sur l’image de la photosphère solaire on peut voir l’assombrissement centre-bord, qui est une des caractéristiques de la photosphère. L’analyse du spectre de la photosphère solaire est très riche en information, en particulier sur la composition chimique du Soleil. La photosphère est maculée d'une granulation qui lui donne l'aspect d'une peau d'orange. Ce sont des sphères d'environ 1 000 km de diamètre, composées de gaz chaud remontant vers la surface à près de 500 mètres par seconde, qui lui donnent cet aspect. La surface atteinte, elles irradient leur énergie et, une fois refroidies, replongent dans l'étoile. Chaque sphère de granulation dure huit minutes en moyenne.

### Atmosphère
La structure du Soleil au-delà de la photosphère est généralement connue sous le nom d’atmosphère solaire. Elle comprend trois zones principales : la chromosphère, la couronne et l’héliosphère. La chromosphère est séparée de la photosphère par la zone de température minimum et de la couronne par une zone de transition. L’héliosphère s’étend jusqu’aux confins du Système solaire où elle est limitée par l’héliopause. Pour une raison encore mal élucidée, la chromosphère et la couronne sont plus chaudes que la surface du Soleil. Bien qu’elle puisse être étudiée en détail par les télescopes spectroscopiques, l’atmosphère solaire n’est jamais aussi accessible que lors des éclipses totales de Soleil.

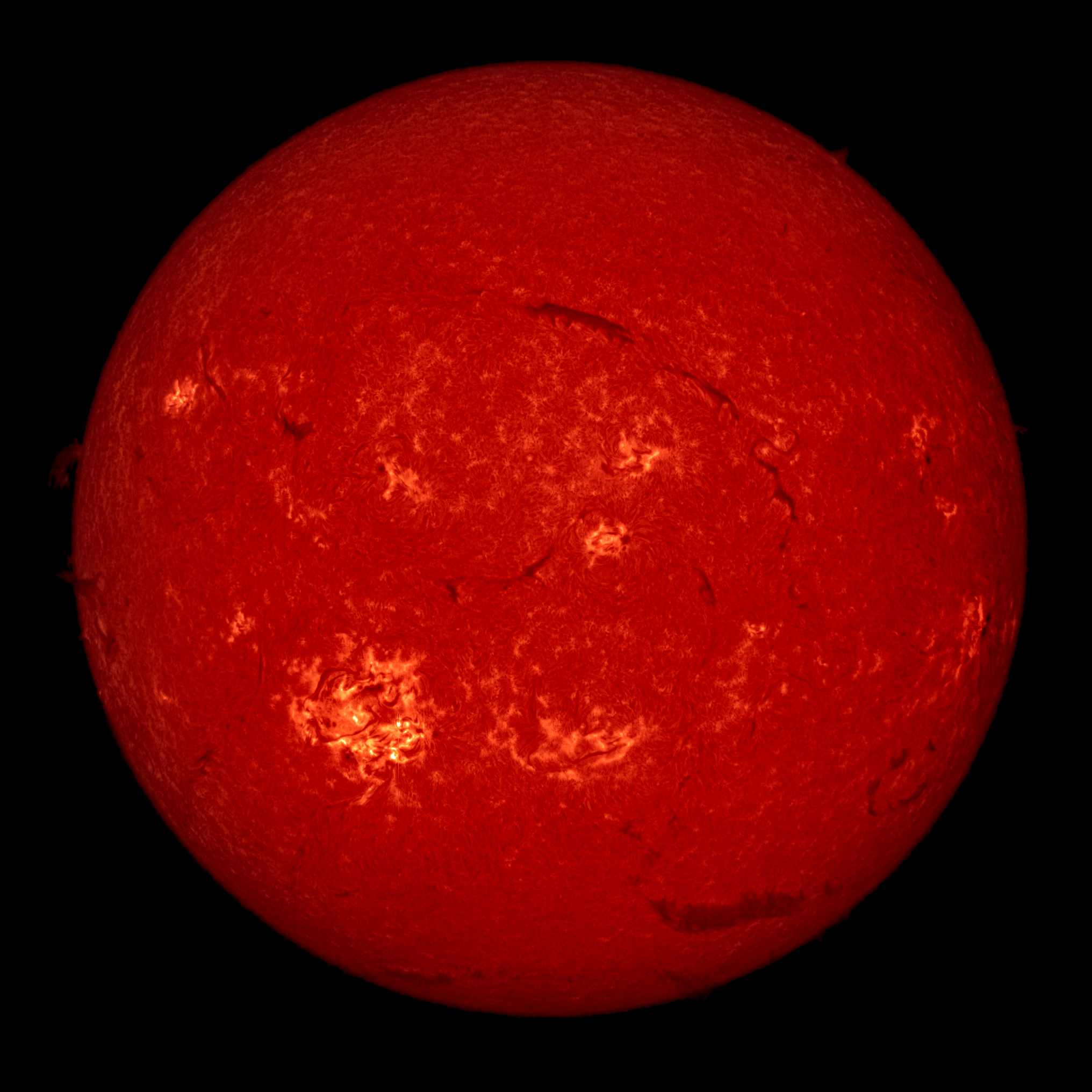
La chromosphère vue en analyse spectrale Hα.

#### Chromosphère
La zone de température minimum qui sépare la photosphère de la chromosphère offre une température suffisamment basse (~4 000 kelvins) pour qu’on y trouve des molécules simples (monoxyde de carbone, eau), détectables par leur spectre d’absorption. La chromosphère proprement dite est épaisse d’environ 2 000 kilomètres. Sa température augmente graduellement avec l’altitude, pour atteindre un maximum de 100 000 kelvins à son sommet. Son spectre est dominé par des bandes d’émission et d’absorption. Son nom, qui vient de la racine grecque chroma (couleur), lui a été donné en raison du flash rose soutenu qu’elle laisse entrevoir lors des éclipses totales de Soleil.

#### Couronne

Les éclipses totales de Soleil (ici celle du 11 août 1999) sont la seule occasion de visualiser directement la couronne (en blanc) et la chromosphère (en rose).

La zone de transition entre la chromosphère et la couronne est le siège d’une élévation rapide de température, qui peut approcher 1 million de kelvins. Cette élévation est liée à une transition de phase au cours de laquelle l’hélium devient totalement ionisé sous l’effet des très hautes températures. La zone de transition n’a pas une altitude clairement définie. Grossièrement, elle forme un halo surplombant la chromosphère sous l’apparence de spicules et de filaments. Elle est le siège d’un mouvement chaotique et permanent. Difficile à percevoir depuis la Terre malgré l’utilisation de coronographes, elle est plus aisément analysée par les instruments spatiaux sensibles aux rayonnements ultraviolets extrêmes du spectre.
La couronne solaire est composée à 73 % d’hydrogène et à 25 % d’hélium. Les températures sont de l’ordre du million de degrés.

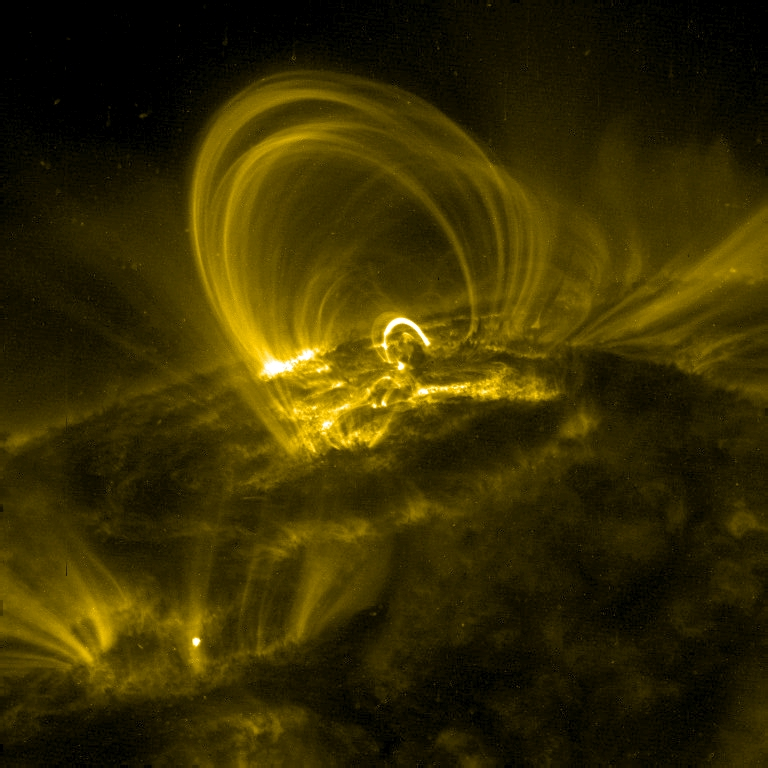
Exemple de boucle coronale, par le télescope spatial TRACE de la NASA.

Bien plus vaste que le Soleil lui-même, la couronne solaire elle-même s’étend à partir de la zone de transition et s’évanouit progressivement dans l’espace, mêlée à l’héliosphère par les vents solaires. La couronne inférieure, la plus proche de la surface du Soleil, a une densité particulaire comprise entre 1 × 1014 m−3 et 1 × 1016 m−3, soit moins d’un milliardième de la densité particulaire de l’atmosphère terrestre au niveau de la mer. Sa température, qui peut atteindre les 5 millions de kelvins, contraste nettement avec la température de la photosphère. Bien qu’aucune théorie n’explique encore complètement cette différence, une partie de cette chaleur pourrait provenir d’un processus de reconnexion magnétique.

#### Héliosphère
Débutant à environ 20 rayons solaires (0,1 au) du centre du Soleil, l’héliosphère s’étend jusqu’aux confins du Système solaire. On admet qu’elle débute lorsque le flux de vent solaire devient plus rapide que les ondes d’Alfvén (le flux est alors dit superalfvénique) : les turbulences et forces dynamiques survenant au-delà de cette frontière n’ont pas d’influence sur la structure de la couronne solaire, car l’information ne peut se déplacer qu’à la vitesse des ondes d’Alfvén. Le vent solaire se déplace ensuite en continu à travers l’héliosphère, donnant au champ magnétique solaire la forme d’une spirale de Parker jusqu’à sa rencontre avec l’héliopause, à plus de 50 au du Soleil. Le 25 août 2012, Voyager 1 est devenue la première sonde à franchir l’héliopause. Chacune des deux sondes Voyager a détecté d’importants niveaux énergétiques à l’approche de cette frontière.

## Activité solaire

### Champ magnétique solaire

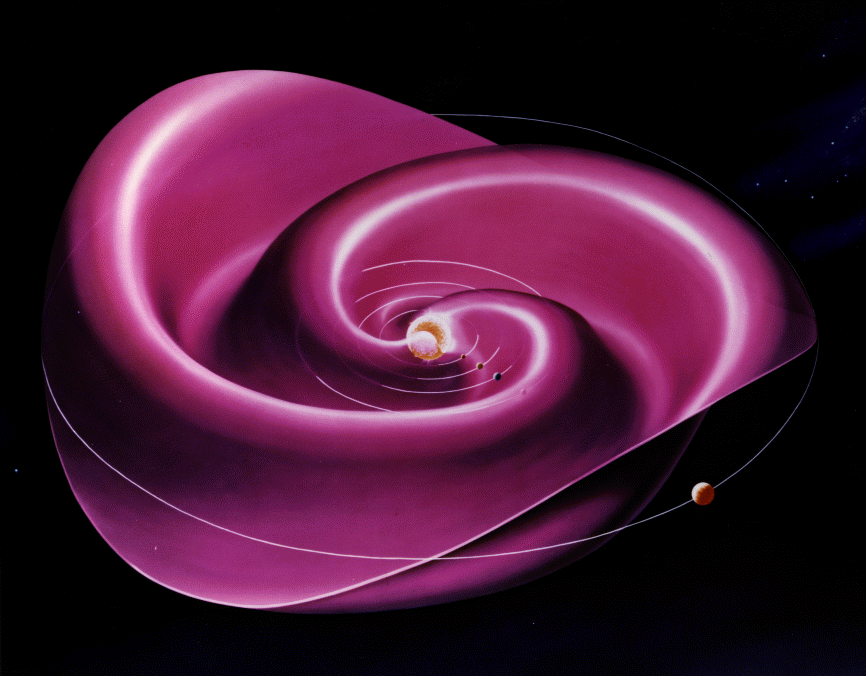
Spirale de Parker, vue d’artiste du champ magnétique solaire.

Le Soleil est une étoile magnétiquement active. Le soleil étant une boule de gaz et de plasma, sa rotation n'est pas contrainte à une rotation solide. On peut ainsi observer une rotation différentielle selon la latitude. Cela signifie que la surface du Soleil tourne à une vitesse différente autour de son axe selon la latitude. Cette rotation est plus rapide à l'équateur qu'aux pôles. Différents effets magnétohydrodynamiques régissent cette rotation différentielle, mais il n'y a pas encore[Quand ?] de consensus parmi les scientifiques pour expliquer la cause de cette rotation.
On appelle cycle solaire l'alternance de minima et de maxima d'activité solaire (apparition de taches solaires, intensité et complexité du champ magnétique). Le cycle solaire reste inexpliqué aujourd'hui[Quand ?]. On évoque certains modèles de dynamo pour y apporter des explications, mais aucun modèle auto-consistant n'est aujourd'hui capable de reproduire les cycles solaires.
Le vent solaire est un flux de particules issu de la couronne solaire en expansion. Une partie des particules de la couronne solaire possède une vitesse thermique suffisamment élevée pour dépasser la vitesse de libération gravitationnelle du Soleil. Elles quittent alors la couronne, en se dirigeant radialement dans l'espace interplanétaire. En raison du théorème du gel qui régit le comportement des plasmas très peu résistifs (magnétohydrodynamique idéale), comme dans la couronne, où le nombre de Reynolds magnétique est très élevé, le plasma (la matière) entraîne avec lui le champ magnétique. C'est ainsi que le vent solaire est muni d'un champ magnétique initialement radial. À partir de la distance d'Alfven, qui décrit l'équilibre des forces entre la réaction à la courbure des lignes de champs et le moment angulaire dû à la rotation du Soleil, le champ se courbe. Cette courbure est due à la rotation du Soleil. Il existe une analogie avec un arroseur rotatif produisant des jets d'eau dont les figures forment des spirales. Dans le cas du Soleil, cette spirale s'appelle spirale de Parker, du nom de celui qui l'a prédite dans les années 1950.
Ce vent de particules et ce champ magnétique spiralé est le support de l'influence du Soleil autour du Système solaire. C'est ainsi qu'est définie l'héliosphère.

### Taches solaires

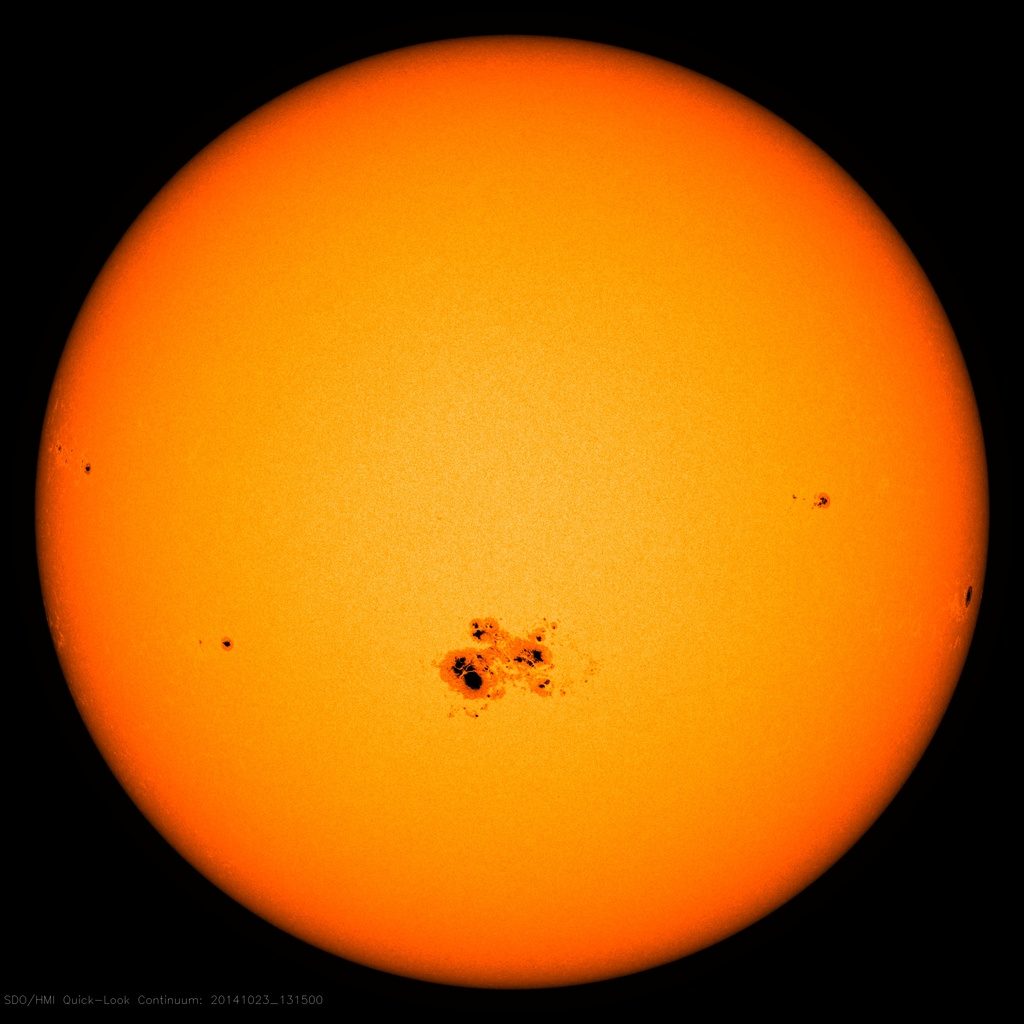
Tache solaire observées par le Goddard Space Flight Center de la NASA.

Bien que tous les détails sur la genèse des taches solaires ne soient pas encore élucidés, il a été démontré (par l’observation de l’effet Zeeman) qu’elles sont la résultante d’une intense activité magnétique au sein de la zone de convection. Le champ magnétique, qui en est issu, freine la convection et limite l’apport thermique en surface à la photosphère, le plasma de la surface se refroidit et se contracte.

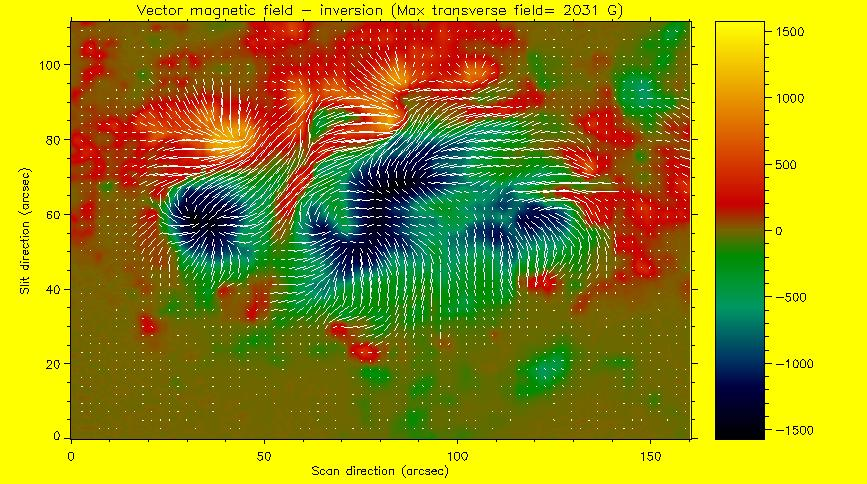
Le champ magnétique au niveau d’un groupe de taches froides de la photosphère solaire (intensité exprimée en Gauss). Les niveaux de couleur décrivent la composante du champ magnétique le long de la ligne de visée. Les traits blancs illustrent la composante du champ perpendiculaire à la ligne de visée. Image obtenue à partir d’observations du télescope solaire THEMIS et traitée par BASS 2000.

Les taches solaires sont des dépressions à la surface solaire. Elles sont ainsi moins chaudes de 1 500 à 2 000 kelvins que les régions voisines, ce qui suffit à expliquer pourquoi elles apparaissent, en contraste, bien plus sombres que le reste de la photosphère. Cependant, si elles étaient isolées du reste de la photosphère, les taches solaires, où règne malgré tout une température proche des 4 000 kelvins, sembleraient dix fois plus brillantes que la pleine lune.
La sonde spatiale SoHO a permis de démontrer que les taches solaires répondent à un mécanisme proche de celui des cyclones sur Terre. On distingue deux parties au sein de la tache solaire : la zone d’ombre centrale (environ 4 000 kelvins) et la zone de pénombre périphérique (environ 4 700 kelvins). Le diamètre des taches solaires les plus petites est habituellement plus de deux fois supérieur à celui de la Terre. En période d’activité, il est parfois possible de les observer à l’œil nu sur le Soleil couchant, avec une protection oculaire adaptée.

Taches solaires observées par un télescope solaire.

La surveillance des taches solaires est un excellent moyen pour mesurer l’activité solaire et prédire ses répercussions terrestres. Une tache solaire a une durée de vie moyenne de deux semaines. Au XIXe siècle, l’astronome allemand Heinrich Schwabe fut le premier à tenir une cartographie méthodique des taches solaires, ce qui lui permit de mettre en évidence une périodicité temporelle de leurs occurrences. L'ensemble des mesures réalisées indique un cycle principal dont la période varie entre neuf et treize ans (11,2 ans en moyenne statistique). Dans chaque période apparait un maximum d’activité (où les taches se multiplient) et un minimum d’activité. Le dernier maximum d’activité a été enregistré en 2001, avec un groupe de taches particulièrement marqué (image)[Quand ?].

### Éruptions solaires
Une éruption solaire ou tempête solaire est un événement primordial de l'activité du Soleil. La variation du nombre d'éruptions solaires permet de définir un cycle solaire d'une période moyenne de 11,2 ans. Les éruptions solaires suivent trois stades, chacun d'eux pouvant durer de quelques secondes à quelques heures selon l'intensité de l'éruption.

Éruption solaire, par GOES (2022)
Éjection de masse coronale, par le GSFC de la NASA et l'ESA (2010)
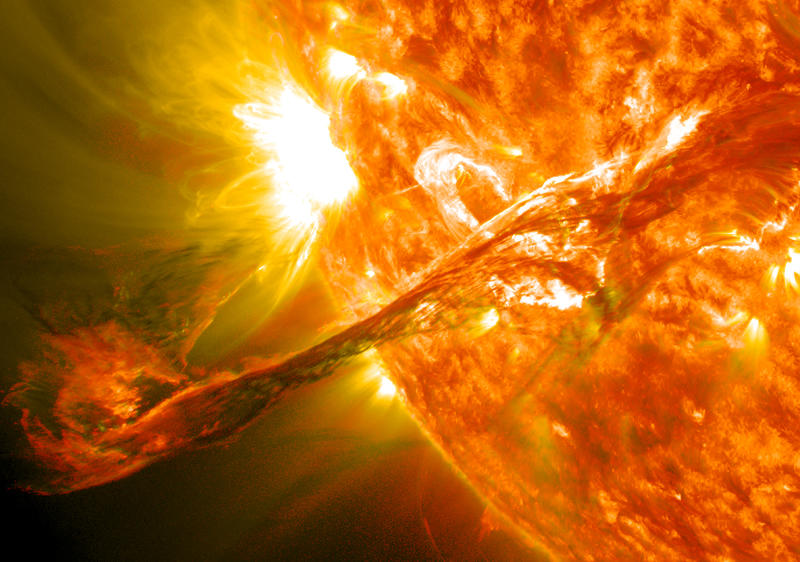
Éruption de filament solaire, par le Goddard Space Flight Center de la NASA (2012)
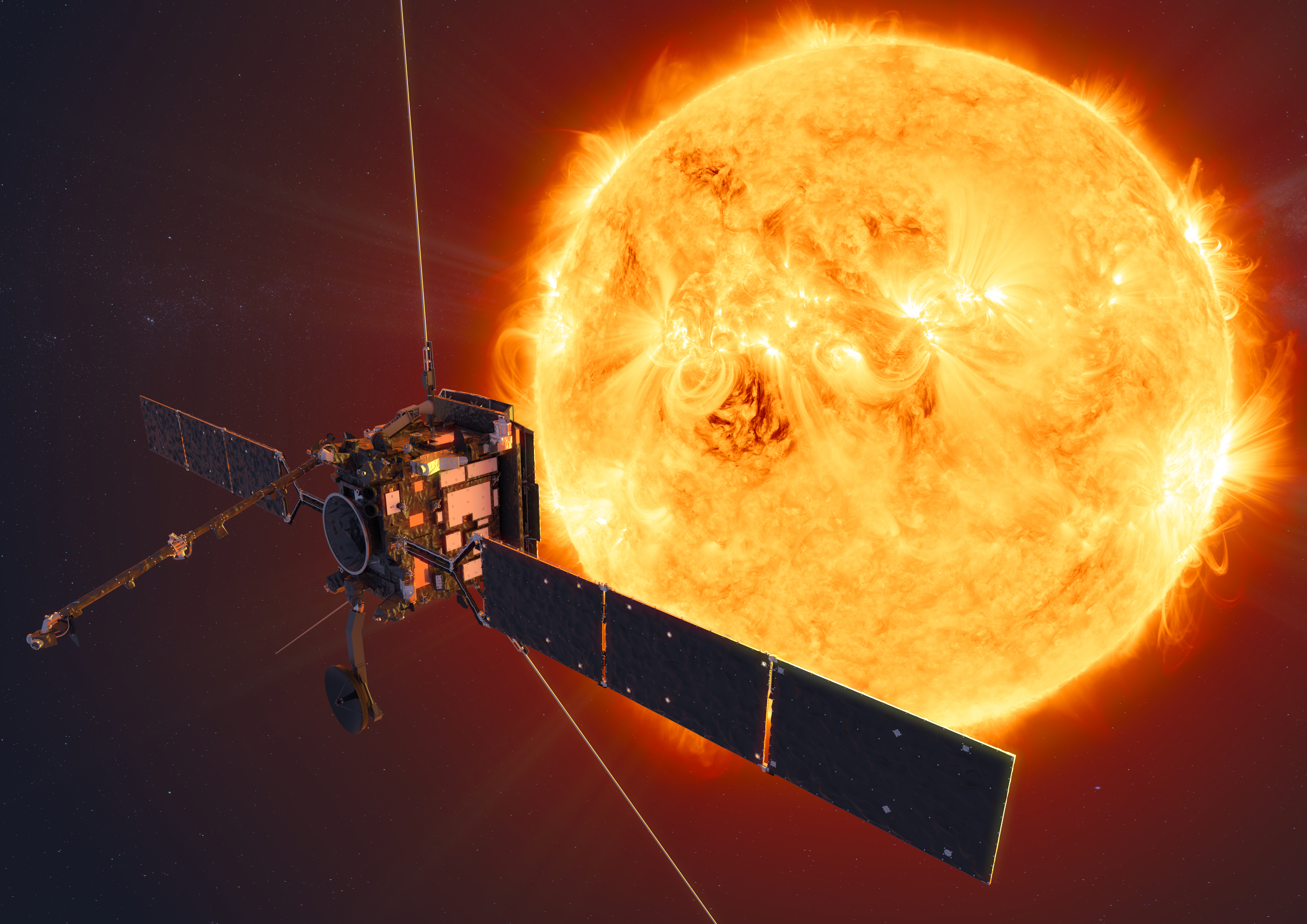
Image d'observation d'éruption solaire par Solar Orbiter de l'ESA (2019)

### Effets terrestres de l’activité solaire

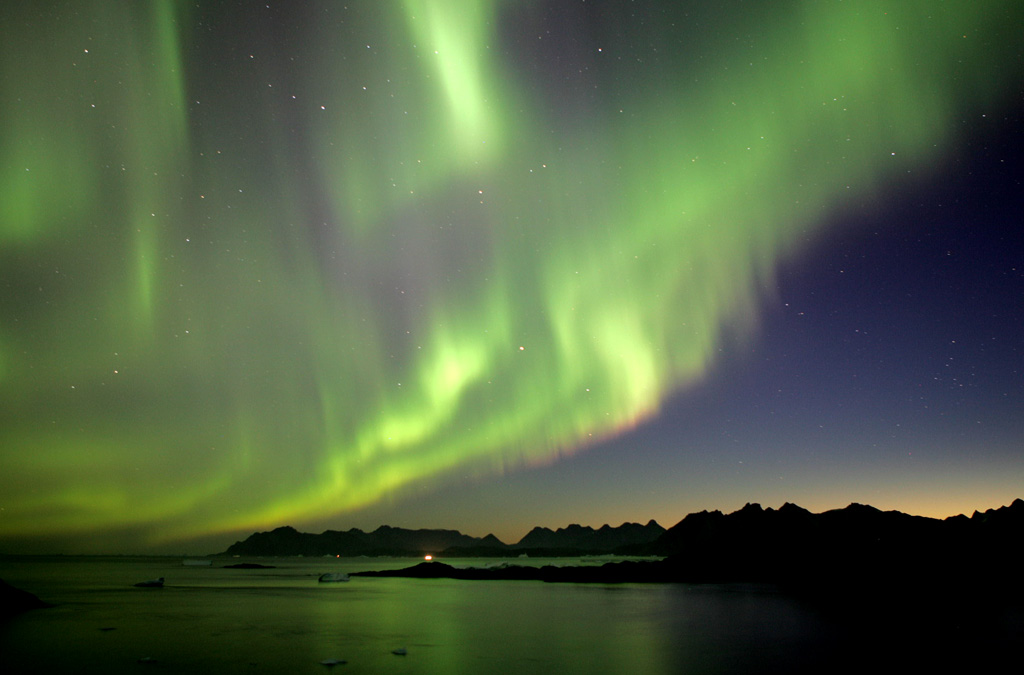
Les aurores polaires sont une manifestation spectaculaire de l’activité solaire.

Les effets terrestres de l’activité solaire sont multiples, le plus spectaculaire étant le phénomène des aurores polaires (également appelées aurores boréales dans l’hémisphère Nord et aurores australes dans l’hémisphère Sud). Une prévision de l'activité solaire est particulièrement importante en vue des missions spatiales. Une méthode reposant sur des relations entre plusieurs périodes consécutives a été établie par Wolfgang Gleissberg.
La Terre possède une magnétosphère qui la protège des vents solaires, mais lorsque ceux-ci sont plus intenses, ils déforment la magnétosphère et des particules solaires ionisées la traversent en suivant les lignes de champs. Ces particules ionisent et excitent les particules de la haute atmosphère. Le résultat de ces réactions est la création de nuages ionisés qui reflètent les ondes radios et l’émission de lumière visible par les atomes et molécules excités dans les aurores polaires.
Les vents solaires peuvent également perturber les moyens de communication et de navigation utilisant des satellites. En effet, les satellites à basse altitude peuvent être endommagés par l’ionisation de l’ionosphère.

## Système solaire

Représentation d'artiste du Système solaire.

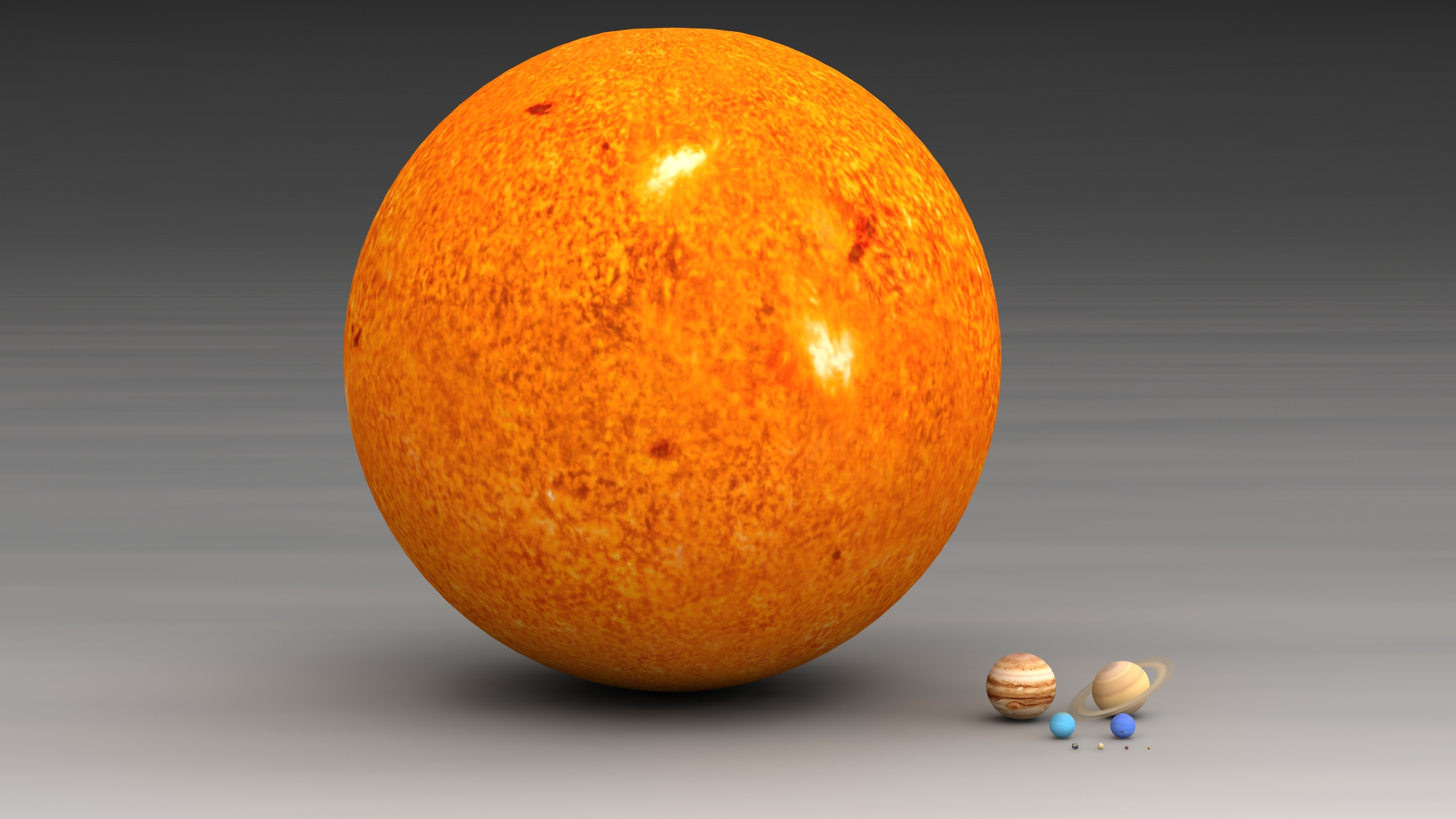
Rapport de taille entre le Soleil et les planètes du Système solaire.

À lui seul, le Soleil représente environ 99,854 % de la masse totale du Système solaire, les 0,146 % restants incluant les planètes (surtout Jupiter), les comètes et les astéroïdes.
| Mercure       | 6 023 600 | Jupiter | 1 047  |
| Vénus         | 408 523   | Saturne | 3 498  |
| Terre et Lune | 328 900   | Uranus  | 22 869 |
| Mars          | 3 098 710 | Neptune | 19 314 |

## Soleil et humanité

### Grandes dates
La plus ancienne éclipse solaire répertoriée date de 1223 av. J.-C., elle est représentée sur une tablette d'argile dans la cité d’Ougarit (aujourd’hui en Syrie). Vers 800 av. J.-C., a eu lieu la première observation plausible d’une tache solaire en Chine. Environ 400 ans après, les premières civilisations pensaient que la Terre était plate et que le Soleil était un dieu.
Le philosophe grec Anaxagore avance l’idée que le Soleil est un corps grand, éloigné de la Terre. Il estime son rayon à 56 km. Ses idées vont à l’encontre des croyances de son temps, ce qui lui vaut d’être menacé puis finalement exilé d’Athènes.
La première tentative de calcul mathématique de la distance Terre-Soleil est faite en 250 av. J.-C., par Aristarque de Samos. Claude Ptolémée déclare en 150 apr. J.-C., que la Terre est un corps stationnaire au centre de l’Univers. Selon lui, ce sont le Soleil, la Lune et les autres planètes qui tournent autour de la Terre.
Plus proche de notre époque, en 1543 (Des révolutions des sphères célestes), Copernic présente son modèle d’Univers dans lequel le Soleil est au centre et les planètes tournent autour de lui.
En 1610, Scheiner et Galilée observent indépendamment les taches solaires avec leurs lunettes astronomiques.

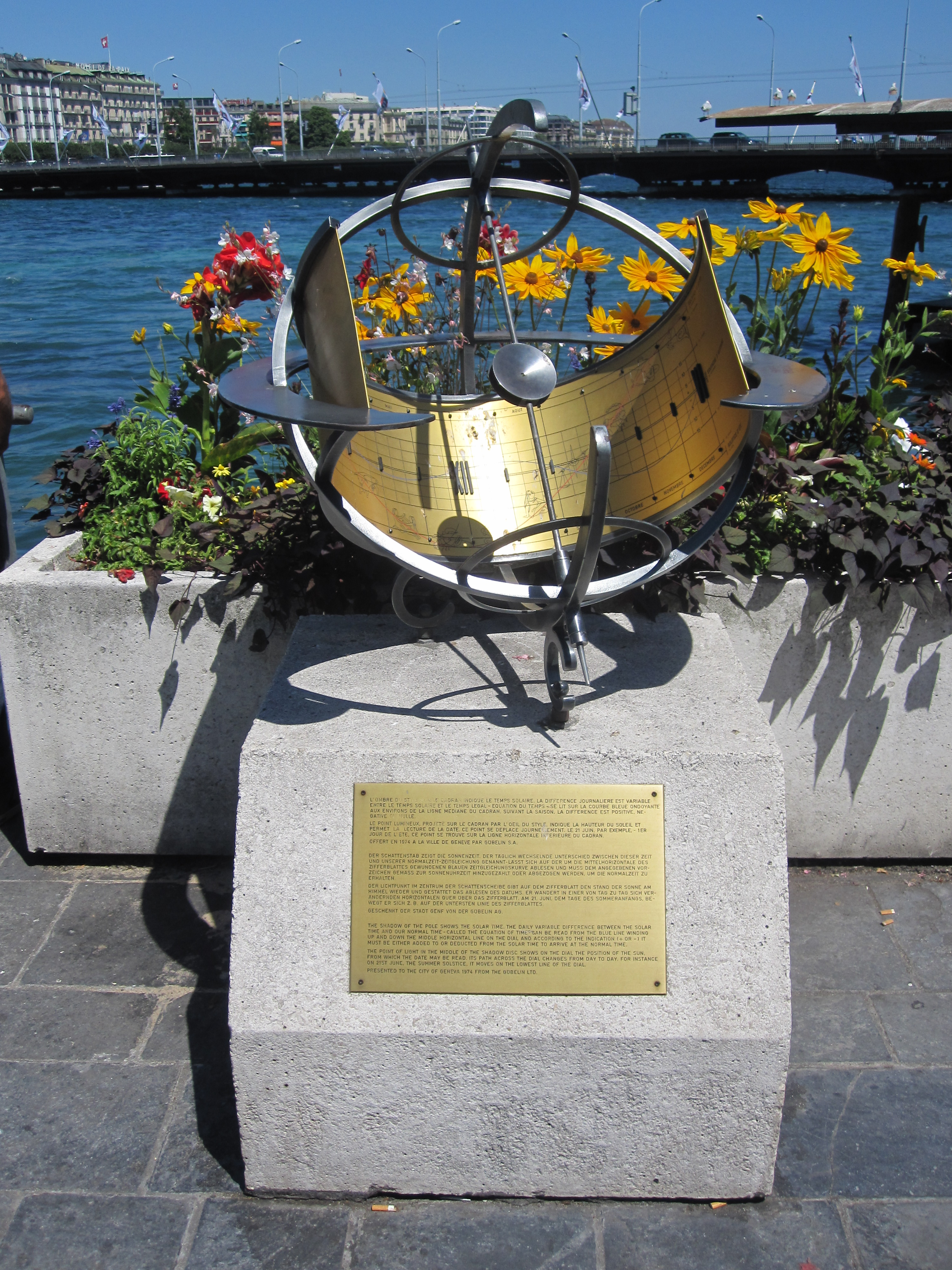
Cadran solaire Gübelin de Genève (Suisse).

Peu de temps après, en 1644, Descartes énonce une théorie selon laquelle le Soleil est une étoile parmi bien d’autres. Entre 1645 et 1715, se trouve la période durant laquelle on observa peu de taches solaires ; on appelle cette période « le minimum de Maunder ».
L’astronome français Pierre-Simon de Laplace énonce en 1796, l’hypothèse de la nébuleuse selon laquelle le Soleil et le Système solaire sont nés de l’effondrement gravitationnel d’un grand nuage de gaz diffus.
En 1811, le physicien et astronome français François Arago établit la nature gazeuse de la surface du Soleil, en montrant que la lumière émise depuis celle-ci n'est pas polarisée.
En 1845, la première image du Soleil est prise par les physiciens français Hippolyte Fizeau et Léon Foucault. La première relation entre l’activité solaire et géomagnétique a lieu en 1852 (première observation en 1859 par l’astronome amateur Richard Carrington).
L’observation de l'éclipse solaire totale de 1860 permet le premier enregistrement d’une éjection de masse coronale.
En 1908 a lieu le premier enregistrement des champs magnétiques des taches solaires par l’astronome américain George Ellery Hale. Onze ans après, en 1919, les lois de la polarité de Hale fournissent une preuve du cycle magnétique solaire. En 1942 est observée pour la première fois une émission d’ondes radio solaires, puis en 1946 a lieu la première observation de rayons ultraviolets (UV) solaires à l’aide d’une fusée sonde, et la température de la couronne est évaluée à deux millions de degrés Celsius, à l’aide des raies spectrales. La première observation des rayons X solaires à l’aide d’une fusée sonde date de 1949. En 1954, on s’aperçoit que l’intensité des rayons provenant du Soleil varie sur un cycle solaire de 11 ans. Une observation massive de taches solaires est réalisée en 1956. Le vent solaire est observé pour la première fois en 1963, par la sonde Mariner 2. En 1973 et 1974, Skylab observe le Soleil et découvre les trous coronaux. En 1982 a lieu la première observation des neutrons d’une tache solaire par le satellite Solar Maximum Mission (SMM). En 1994 et 1995, Ulysses (sonde lancée par la navette Discovery en 1990) survole les régions polaires du Soleil.

### Histoire des théories et de l'observation

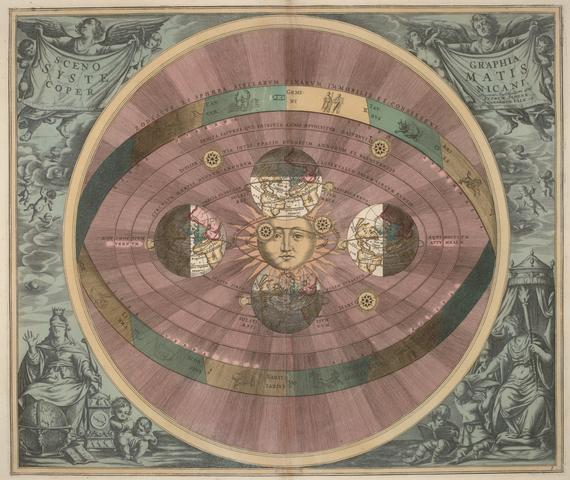
Rompant avec le géocentrisme, Copernic proposa la théorie héliocentrique qui plaçait le Soleil au centre de l’Univers.
Galilée et Kepler approfondirent ses travaux.

Vu de la Terre, le Soleil semble tourner autour de la Terre, phénomène d'illusion à l'origine de la théorie antique du géocentrisme de l'histoire des sciences, entre autres défendue par Platon, Aristote et Ptolémée. Le philosophe grec Anaxagore (Ve siècle av. J.-C.) fut un des premiers occidentaux à proposer une théorie scientifique sur le Soleil, avançant qu’il s’agissait d’une masse incandescente plus grande que le Péloponnèse et non le char solaire d’Hélios. Cette audace lui valut d’être emprisonné et condamné à mort pour athéisme, même s’il fut plus tard libéré grâce à l’intervention de Périclès. Pour le philosophe Théophraste (IIIe siècle av. J.-C.), le Soleil est fait de petites particules de feu, rassemblées du fait de l'exhalation humide ; en s'agglomérant, elles constituent le soleil.

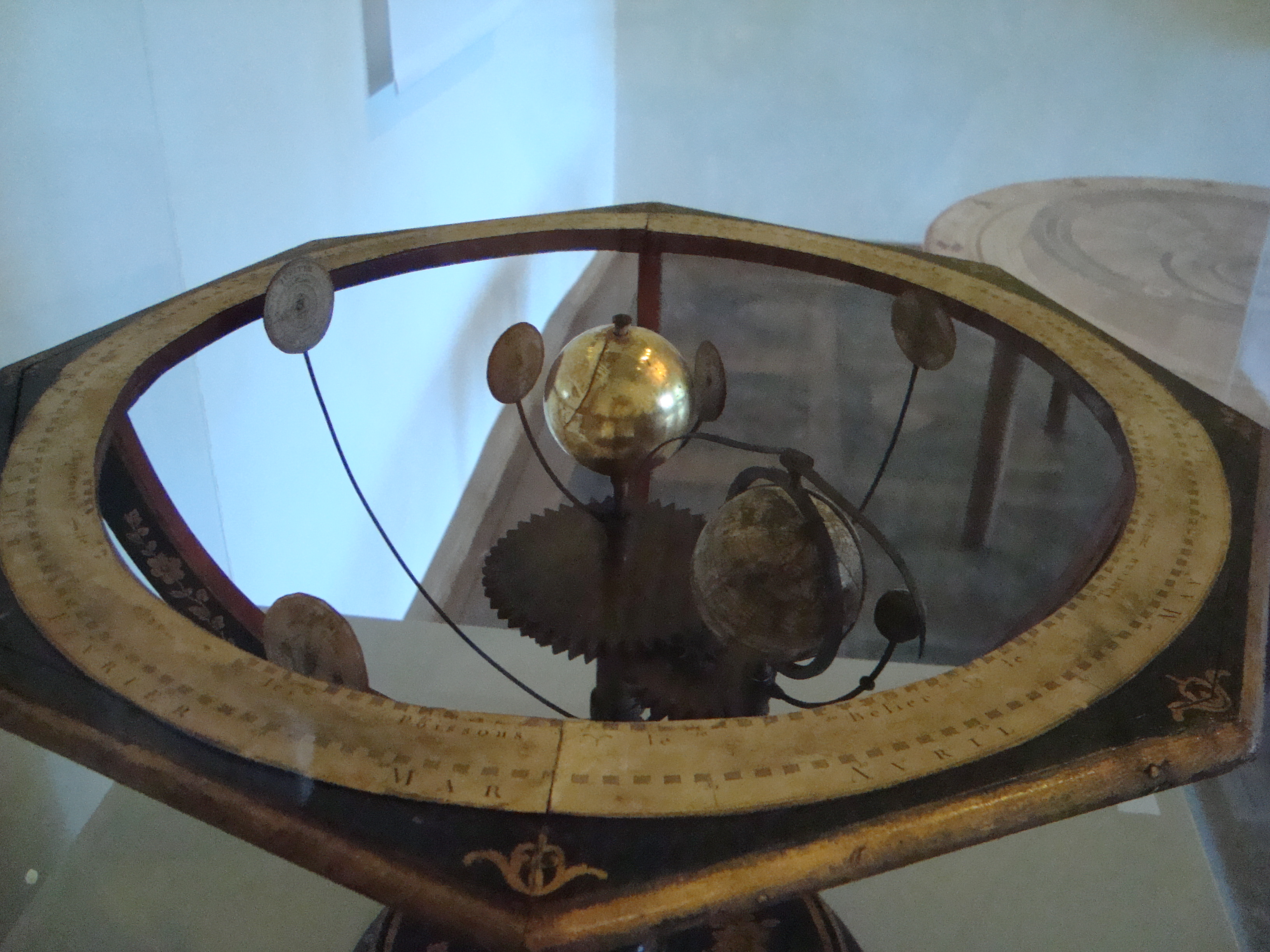
Planétaire de la révolution copernicienne de Copernic (1773).

Au XVIe siècle, Copernic est à l'origine de la révolution copernicienne, avec sa théorie de Terre tournait autour du Soleil (contre celle du géocentrisme antique) renouant par là avec l’hypothèse formulée par Aristarque de Samos au IIIe siècle av. J.-C. Au début du XVIIe siècle, Galilée inaugura l’observation télescopique du Soleil et observa les taches solaires, se doutant qu’elles se situaient à la surface de l’astre et qu’il ne s’agissait pas d’objets passant entre le Soleil et la Terre ; il affirmait ainsi que le Soleil n'était ni parfait ni immuable, ce qui contribua à ses graves ennuis avec les autorités ecclésiastiques. Près de cent ans plus tard, Newton décomposa la lumière solaire au moyen d’un prisme, révélant le spectre visible, tandis qu’en 1800 William Herschel découvrit les rayons infrarouges. Le XIXe siècle vit des avancées considérables, en particulier dans le domaine de l’observation spectroscopique du Soleil sous l’impulsion de Joseph von Fraunhofer, qui observa les raies d’absorption du spectre solaire, auxquelles il donna son nom.
La source de l’énergie solaire fut la principale énigme des premières années de l’ère scientifique moderne. Dans un premier temps plusieurs théories furent proposées, mais aucune ne s’avéra vraiment satisfaisante. Lord Kelvin proposa un modèle suggérant que le Soleil était un corps liquide qui se refroidissait graduellement en rayonnant à partir d’une réserve de chaleur stockée en son centre. Kelvin et Helmholtz tentèrent d’expliquer la production d’énergie solaire par la théorie connue sous le nom de mécanisme de Kelvin-Helmholtz. Cependant, l’âge estimé du Soleil d’après ce mécanisme n’excédait pas 20 millions d’années, ce qui était très inférieur à ce que laissait supposer la géologie. En 1890, Joseph Norman Lockyer, le découvreur de l’hélium, proposa une théorie météoritique sur la formation et l’évolution du Soleil.

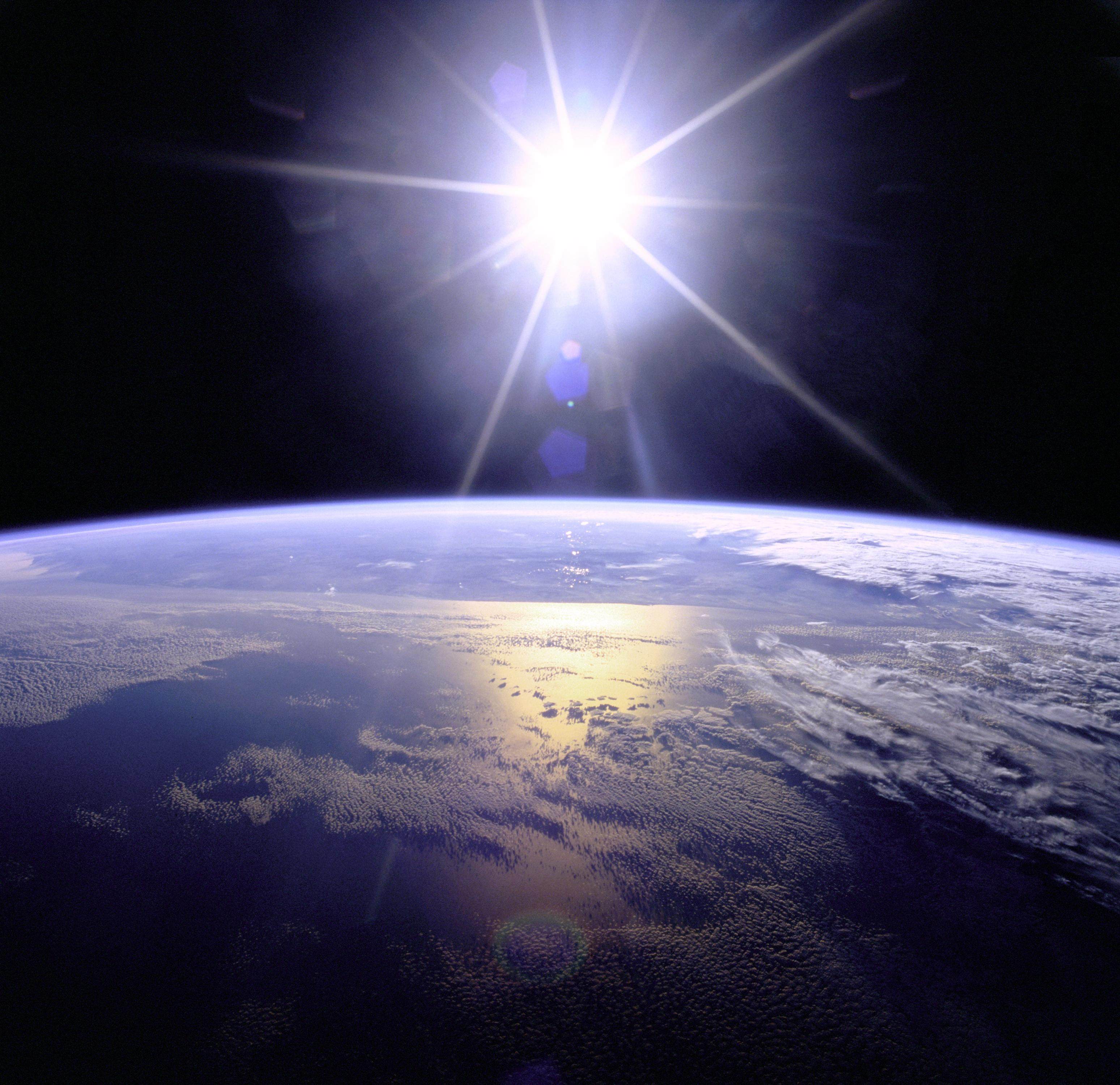
La Terre et le Soleil vus depuis la navette spatiale Endeavour (2008).

Il fallut attendre 1904 et les travaux d’Ernest Rutherford pour qu’enfin une hypothèse plausible soit offerte. Rutherford supposa que l’énergie était produite et entretenue par une source de chaleur interne et que la radioactivité était à la source de cette énergie. En démontrant la relation entre la masse et l’énergie (E=mc2), Albert Einstein apporta un élément essentiel à la compréhension du générateur d’énergie solaire. En 1920, Jean Perrin, suivi par Sir Arthur Eddington proposèrent la théorie selon laquelle le centre du Soleil était le siège de pressions et de températures extrêmes, permettant des réactions de fusion nucléaire qui transformaient l’hydrogène en hélium, libérant de l’énergie proportionnellement à une diminution de la masse. La prépondérance de l’hydrogène dans le soleil fut confirmée en 1925 par Cecilia Payne-Gaposchkin. Ce modèle théorique fut complété dans les années 1930 par les travaux des astrophysiciens Subrahmanyan Chandrasekhar, Hans Bethe et Carl von Weizsäcker, qui décrivirent en détail les deux principales réactions nucléaires productrices d’énergie au cœur du Soleil,. Pour finir, en 1957, un article intitulé Synthèse des éléments dans les étoiles apporta la démonstration définitive que la plupart des éléments rencontrés dans l’Univers se sont formés sous l’effet de réactions nucléaires au cœur d’étoiles telles que le Soleil, ce qu'on appelle la nucléosynthèse stellaire.

### Missions spatiales solaires

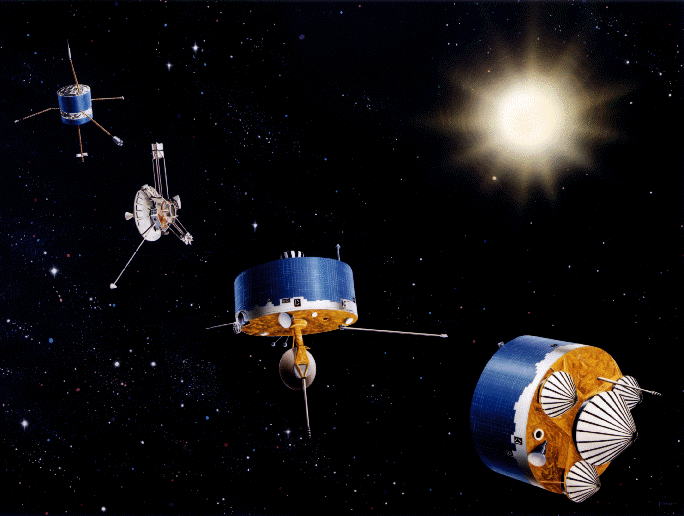
Programme Pioneer des années 1960.

Les premières sondes conçues pour observer le Soleil depuis l’espace interplanétaire furent lancées par la NASA entre 1959 et 1968 : ce furent les missions Pioneer 5, 6', 7', 8 et 9. En orbite autour du Soleil à une distance similaire à celle de l’orbite terrestre, elles permirent les premières analyses détaillées du vent solaire et du champ magnétique solaire. Pioneer 9 resta opérationnelle particulièrement longtemps et envoya des informations jusqu’en 1987.

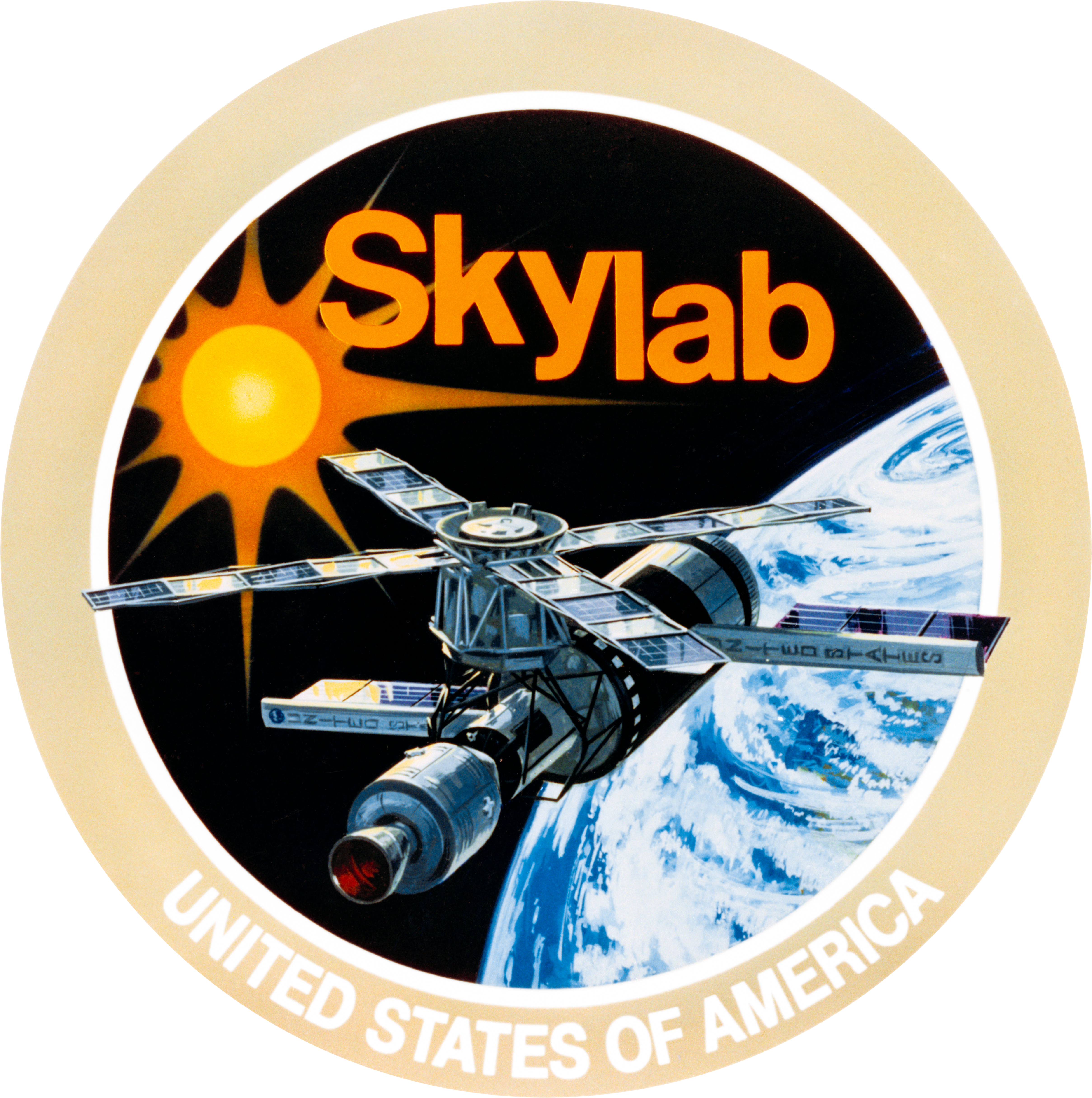
Station Skylab (1973).

Dans les années 1970, deux missions apportèrent aux scientifiques des informations capitales sur le vent solaire et la couronne solaire. La sonde germano-américaine Helios 1 étudia le vent solaire depuis la périhélie d’une orbite plus petite que celle de Mercure. La station américaine Skylab, lancée en 1973, comportait un module d’observation solaire baptisé Apollo Telescope Mount et commandé par les spationautes embarqués dans la station. Skylab fit les premières observations de la zone de transition entre la chromosphère et la couronne et des émissions ultraviolettes de la couronne solaire. La mission permit également les premières observations d’éjections de masse coronale et de trous coronaux, phénomènes dont on sait aujourd’hui qu’ils sont intimement liés au vent solaire.

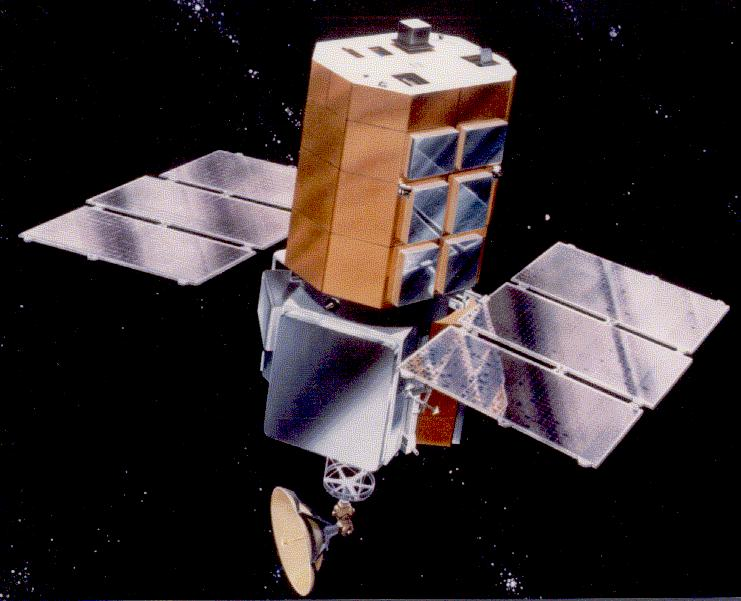
Vue d’artiste du satellite SolarMax. Il observa la couronne solaire et les taches solaires de 1984 à 1989.

En 1980 la NASA lança le satellite Solar Maximum Mission (plus connu sous le nom de SolarMax), conçu pour l’observation des rayons gamma, X et ultraviolets émis par les éruptions solaires dans les périodes de forte activité solaire. Quelques mois après son lancement, un dysfonctionnement électronique plaça le satellite en mode standby, et l’appareil resta inactif les trois années suivantes. En 1984 toutefois, la mission STS-41-C du programme Space Shuttle Challenger intercepta le satellite et permit de le réparer. SolarMax put alors réaliser des milliers d’observations de la couronne solaire et des taches solaires jusqu’à sa destruction en juin 1989.

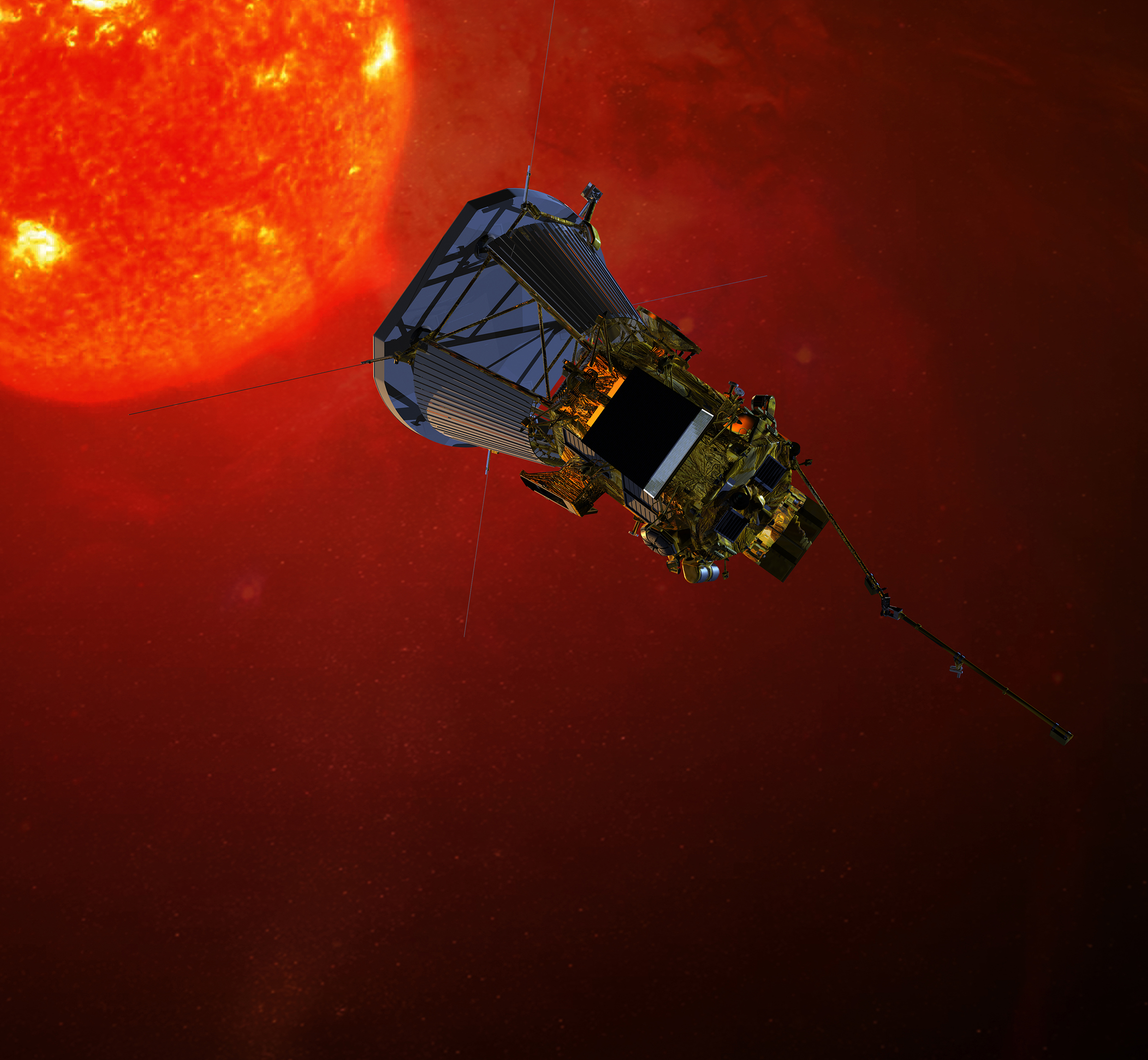
Sonde spatiale japonaise Solar-A (1991).

Le satellite japonais Yohkoh (Rayon de Soleil), lancé en 1991, observa les éruptions solaires aux longueurs d’onde des rayons X. Les données rapportées par la mission permirent aux scientifiques d’identifier différents types d’éruptions, et démontra que la couronne au-delà des régions de pics d’activité était bien plus dynamique et active qu’on l’avait supposé auparavant. Yohkoh suivit un cycle solaire entier mais tomba en panne à la suite d’une éclipse annulaire de Soleil le 14 décembre 2001. Il fut détruit en rentrant dans l’atmosphère en 2005.

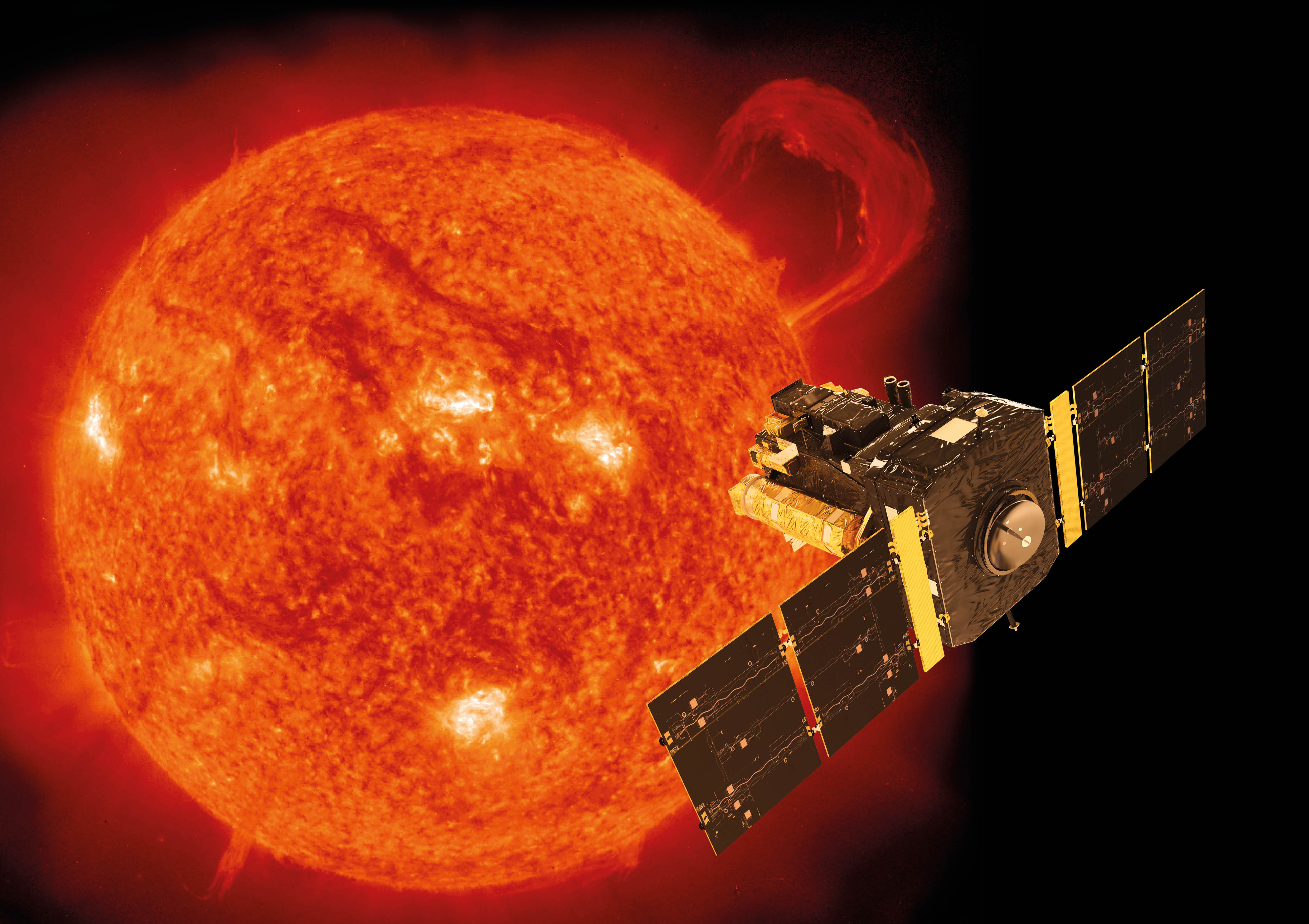
Mission solaire SoHO, de l’Agence spatiale européenne et de la NASA (1995).

Une des plus importantes missions solaires à ce jour est Solar and Heliospheric Observatory ou SoHO, lancée conjointement par l’Agence spatiale européenne et la NASA le 2 décembre 1995. Prévue au départ pour deux ans, la mission SoHO est toujours active en 2020. Elle s’est avérée si performante qu’une mission de prolongement baptisée  Solar Dynamics Observatory est lancée en 2010. Localisée au point de Lagrange L1 entre la Terre et le Soleil (auquel la force d’attraction de ces deux corps célestes est égale), SoHO envoie en permanence des images du Soleil à différentes longueurs d’onde. En plus de cette observation directe du Soleil, SoHO a permis la découverte d’un grand nombre de comètes, principalement de très petites comètes effleurant le Soleil et détruites lors de leur passage, les comètes rasantes.

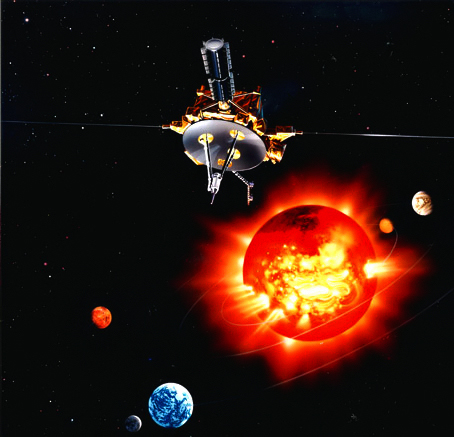
La sonde Ulysses (1990).

Toutes les observations enregistrées par ces satellites sont prises depuis le plan de l’écliptique. En conséquence, ils n’ont pu observer en détail que les seules régions équatoriales du Soleil. En 1990 cependant, la sonde Ulysses a été lancée pour étudier les régions polaires du Soleil. Elle fit d’abord route vers Jupiter et utilisa son assistance gravitationnelle pour se séparer du plan de l’écliptique. Par chance elle fut idéalement placée pour observer, en juillet 1994, la collision entre la comète Shoemaker-Levy 9 et Jupiter. Une fois sur l’orbite prévue, Ulysses étudia le vent solaire et la force du champ magnétique à des latitudes solaires élevées, découvrant que le vent solaire aux pôles était plus lent que prévu (750 km s−1 environ) et que d’importantes ondes magnétiques en émergeaient, participant à la dispersion des rayons cosmiques.

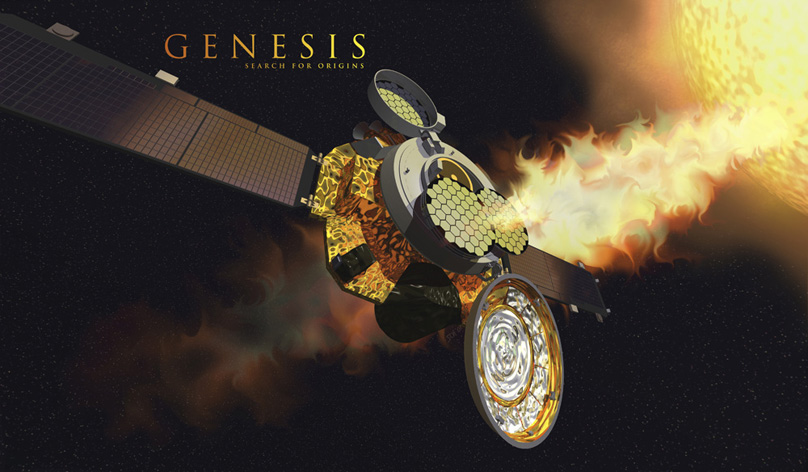
Mission Genesis de la NASA (2001).

La mission Genesis fut lancée par la NASA en 2001 dans le but de capturer des parcelles de vent solaire afin d’obtenir une mesure directe de la composition de la matière solaire. Elle fut sévèrement endommagée lors de son retour sur Terre, le 10 septembre 2004, mais une partie des prélèvements a pu être sauvée et est en cours d’analyse.

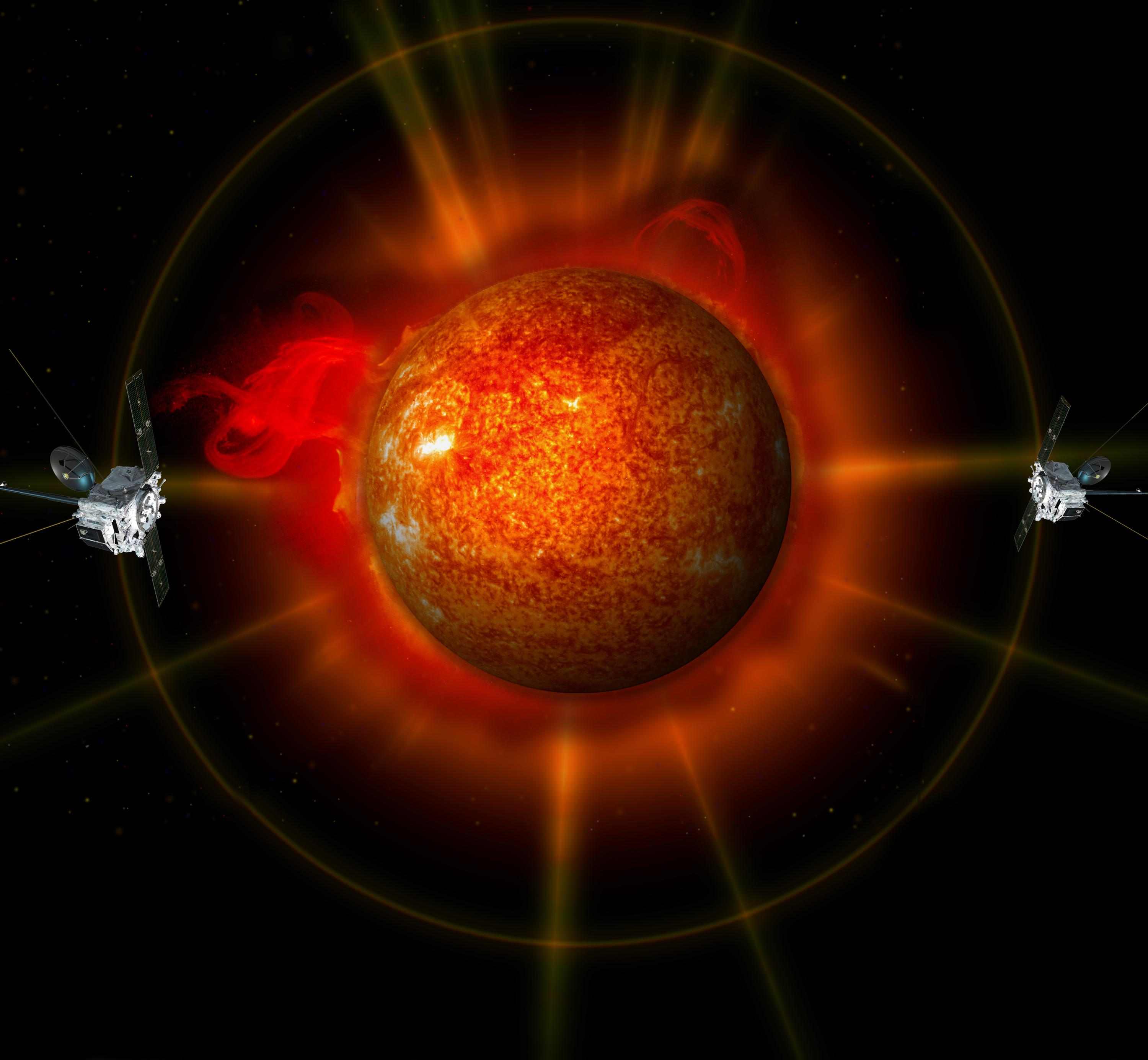
Mission STEREO de la NASA (2005).

La mission STEREO (Solar TErrestrial RElation Observatories) lancée le 25 octobre 2005 par la NASA a permis pour la première fois l’observation tridimensionnelle du Soleil depuis l’espace. Composée de deux satellites quasiment identiques, cette mission doit permettre une meilleure compréhension des relations Soleil-Terre, en particulier en permettant l’observation des CME (Éjections de Masse Coronale) jusqu’à l’environnement électromagnétique terrestre.

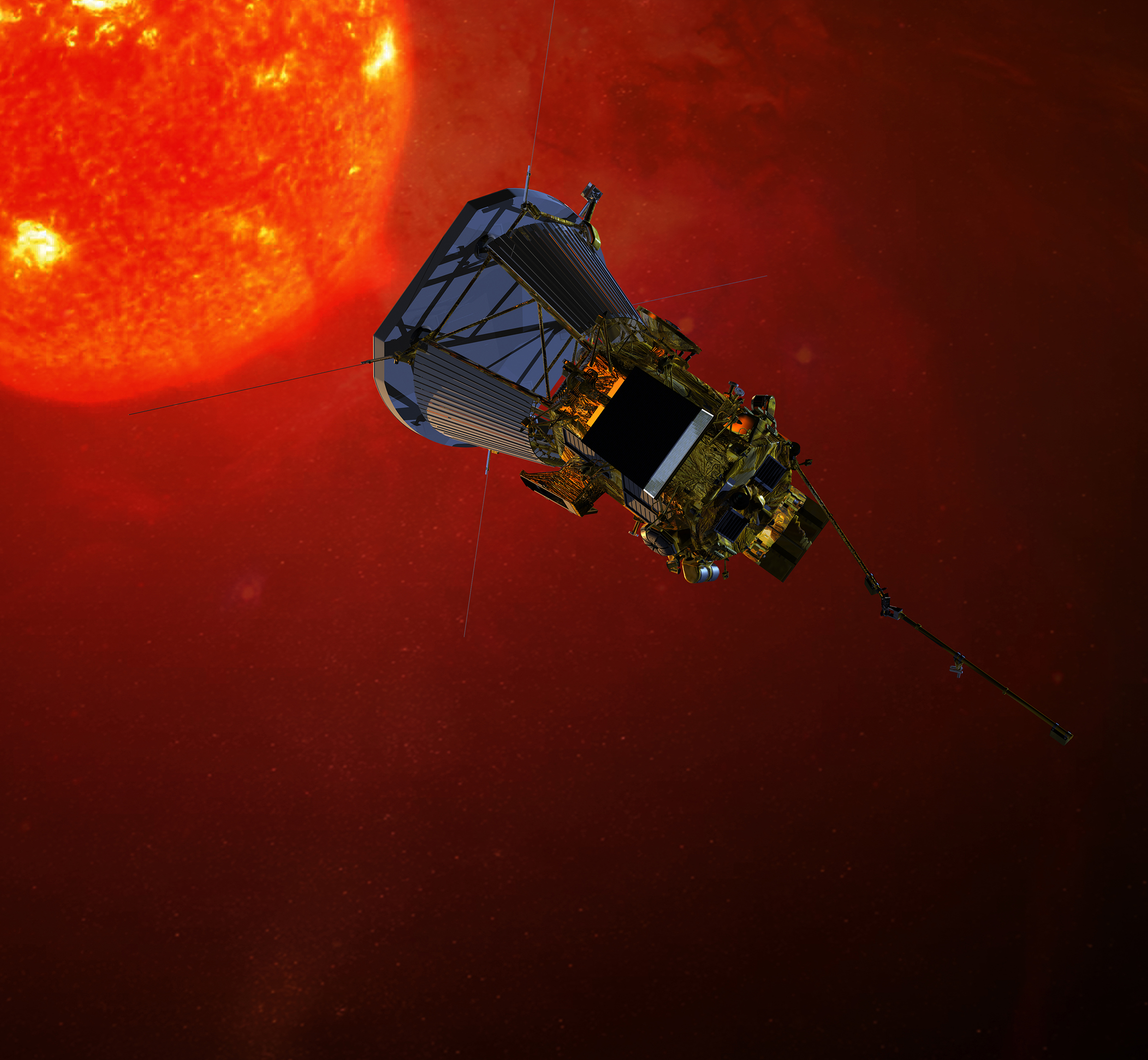
Sonde Parker (2018).

La sonde Hinode, lancée en septembre 2006, confirme la présence d'ondes magnétiques dans la chromosphère et la couronne solaire ainsi que d'ondes d’Alfvén responsables de l'accroissement considérable de la température entre la chromosphère (4000 à 8000 kelvins) et la couronne (un à deux millions de degrés).

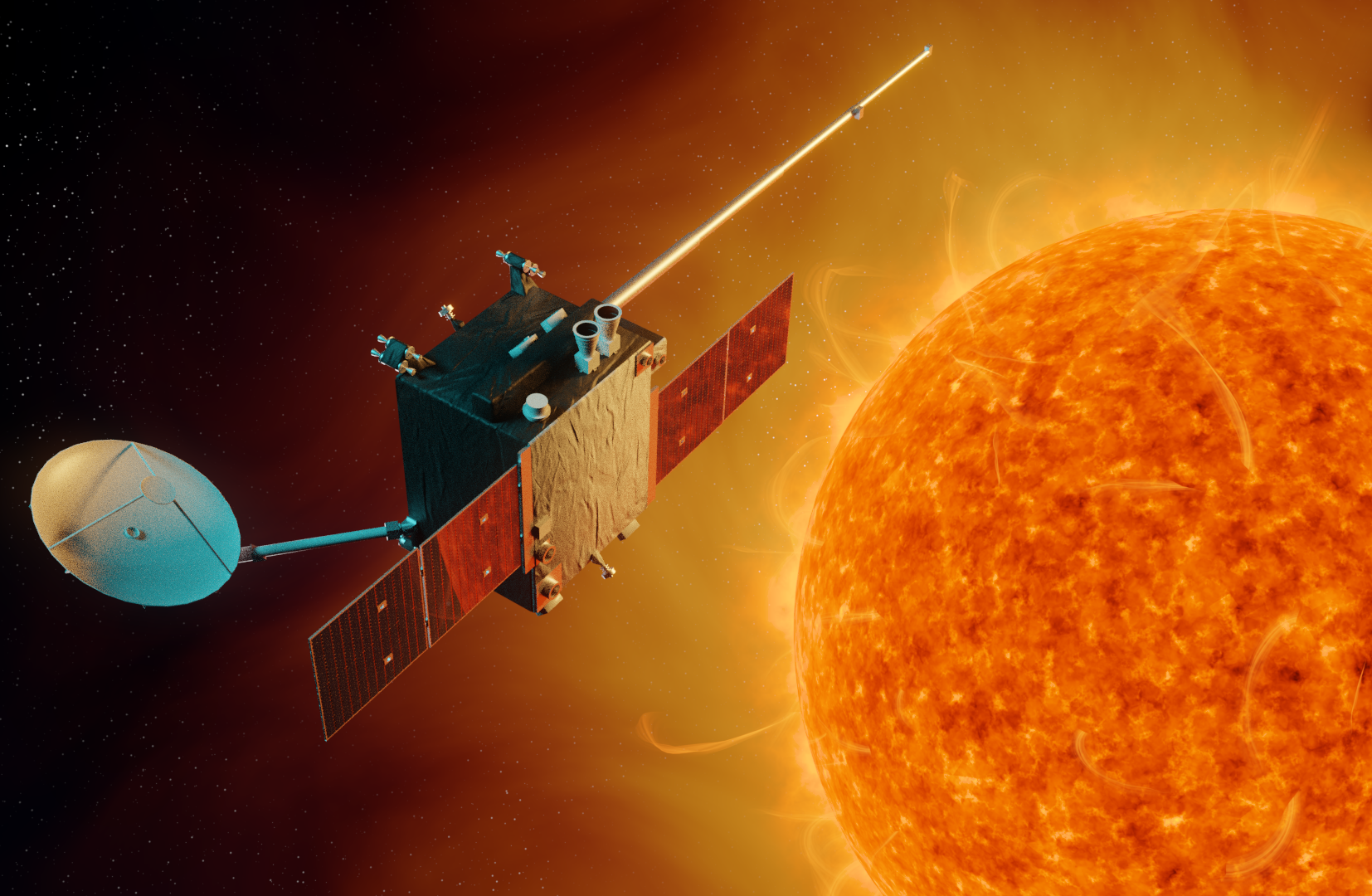
Mission Vigil, de l'Agence spatiale européenne (vers 2031).

La sonde Parker lancée le 12 août 2018 vise à étudier la couronne solaire, partie extérieure de l'atmosphère du Soleil qui s'étend jusqu'à plusieurs millions de kilomètres de l'astre.
La future mission de météorologie spatiale Vigil, de l'Agence spatiale européenne, est prévue vers 2031.

### Observation du Soleil et dangers pour l’œil

#### Observation à l’œil nu

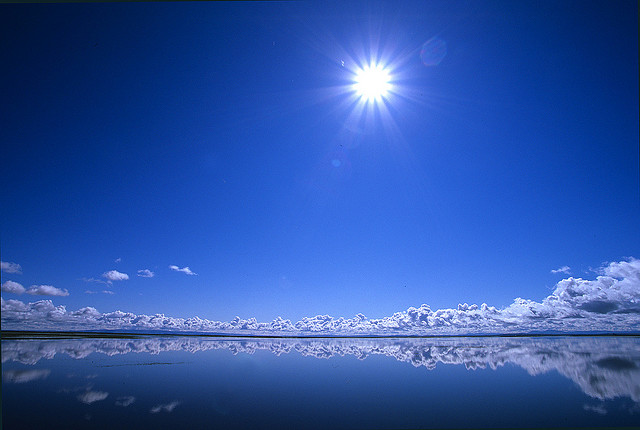
Le Soleil vu de la Terre.

Regarder le Soleil à l’œil nu, même brièvement, est douloureux et même dangereux pour les yeux.
Un coup d’œil vers le Soleil entraîne des cécités partielles et temporaires (taches sombres dans la vision). Lors de cette action, environ quatre milliwatts de lumière frappent la rétine, la chauffant un peu, et éventuellement la détériorant. La cornée peut également être atteinte.
L’exposition générale à la lumière solaire peut aussi être un danger. En effet, au fil des années, l’exposition aux UV jaunit le cristallin ou réduit sa transparence et peut contribuer à la formation de cataractes.

#### Observation avec un dispositif optique

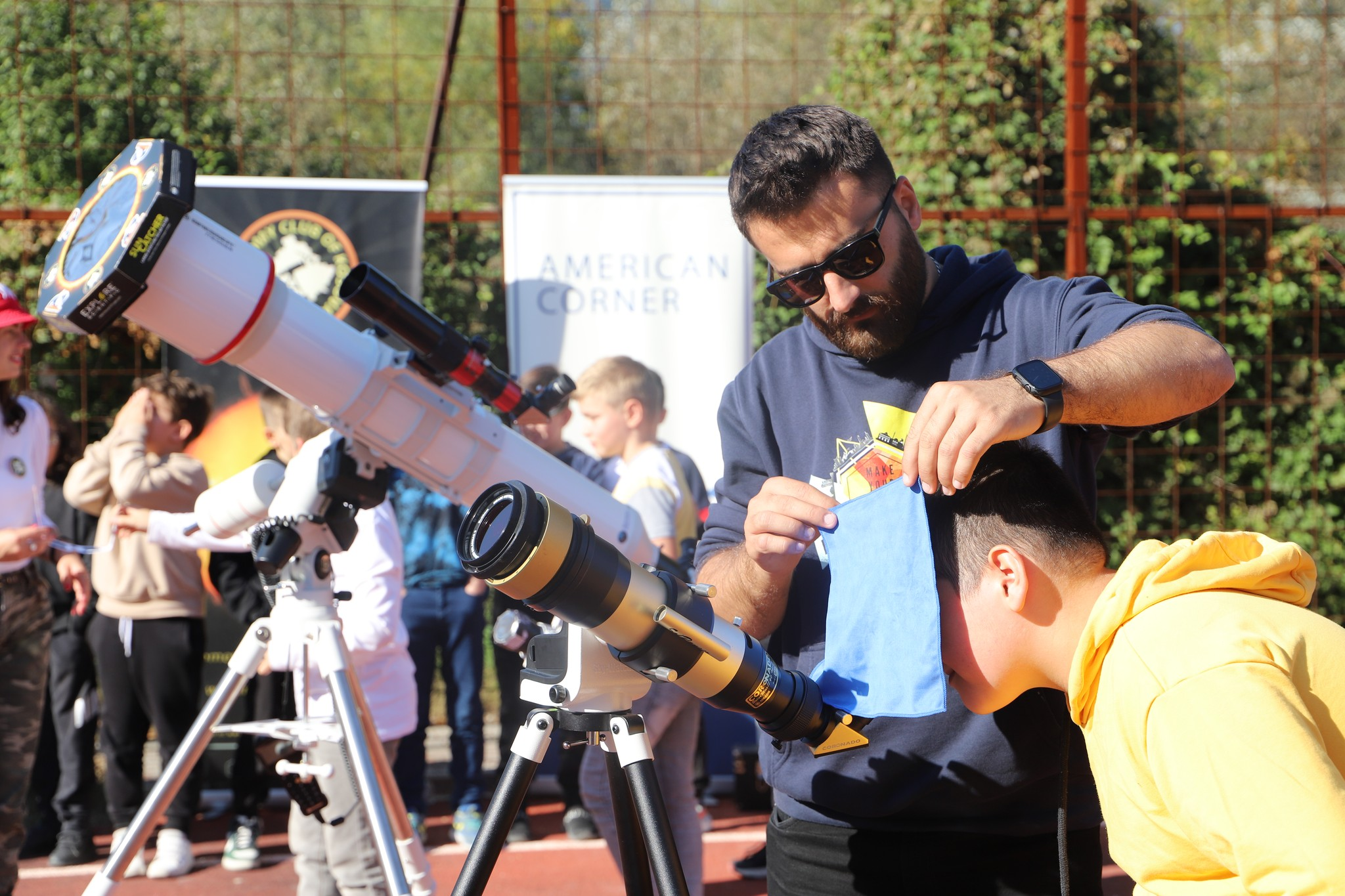
Exemple de télescope solaire à filtre optique solaire amateur.

Regarder le Soleil à travers les dispositifs optiques grossissants — par exemple des jumelles, un téléobjectif, une lunette astronomique ou un télescope solaire — dépourvus de filtre adapté (filtre solaire) est extrêmement dangereux et peut provoquer des dommages irréparables à la rétine, au cristallin et à la cornée.
Avec des jumelles, environ 500 fois plus d’énergie frappe la rétine, ce qui peut détruire les cellules rétinales quasiment instantanément et entrainer une cécité permanente.
Une méthode pour regarder sans danger le Soleil est de projeter son image sur un écran en utilisant une lunette astronomique avec oculaire amovible (les autres types de télescopes peuvent être détériorés par ce traitement).
Les filtres utilisés pour observer le Soleil doivent être spécialement fabriqués pour cet usage. Certains filtres laissent passer les UV ou infrarouges, ce qui peut blesser l’œil. Les filtres doivent être placés sur la lentille de l’objectif ou l’ouverture, mais jamais sur l’oculaire car ses propres filtres peuvent se briser sous l’action de la chaleur.
Les films photographiques surexposés — et donc noirs — ne sont pas suffisants pour observer le Soleil en toute sécurité car ils laissent passer trop d’infrarouges. Il est recommandé d’utiliser des lunettes spéciales en Mylar, matière plastique noire qui ne laisse passer qu’une très faible fraction (1/100 000) de la lumière.

#### Éclipses
Les éclipses solaires partielles sont particulièrement dangereuses car la pupille se dilate en fonction de la lumière globale du champ de vision et non selon le point le plus brillant présent dans le champ. Durant une éclipse, la majeure partie de la lumière est bloquée par la Lune, mais les parties non cachées de la photosphère sont toujours aussi brillantes. Dans ces conditions, la pupille se dilate pour atteindre deux à six millimètres et chaque cellule exposée au rayonnement solaire reçoit environ dix fois plus de lumière qu’en regardant le Soleil sans éclipse. Ceci peut endommager ou même tuer ces cellules, ce qui crée de petits points aveugles dans la vision[Pas dans la source].

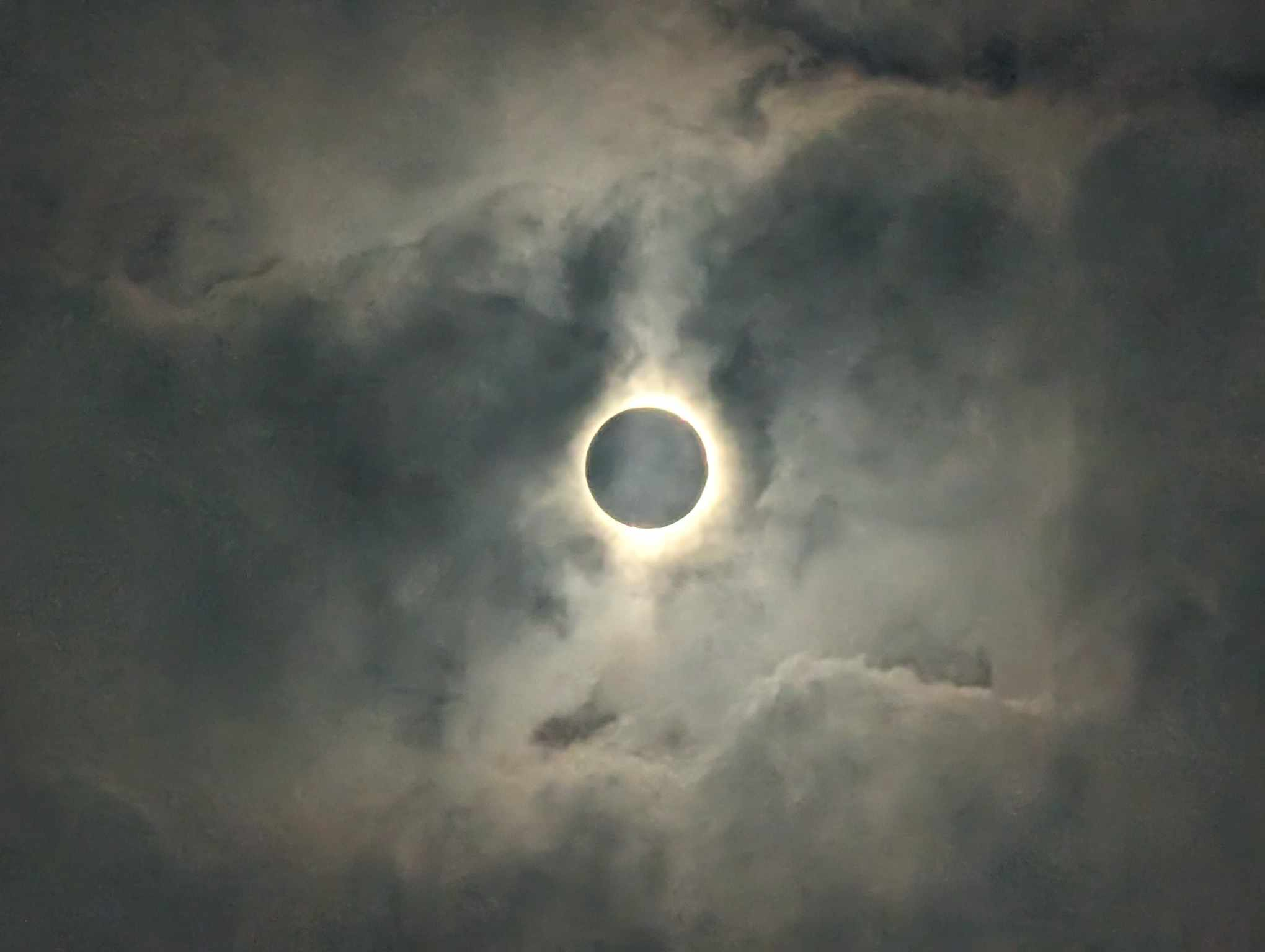
Éclipse solaire du 8 avril 2024, au Canada.

Les éclipses sont encore plus dangereuses pour les observateurs inexpérimentés et les enfants car il n’y a pas perception de douleur lors de ces destructions de cellules[réf. nécessaire]. Les observateurs peuvent ne pas se rendre compte que leur vision est en train de se faire détruire[réf. nécessaire].

#### Lever et coucher du Soleil

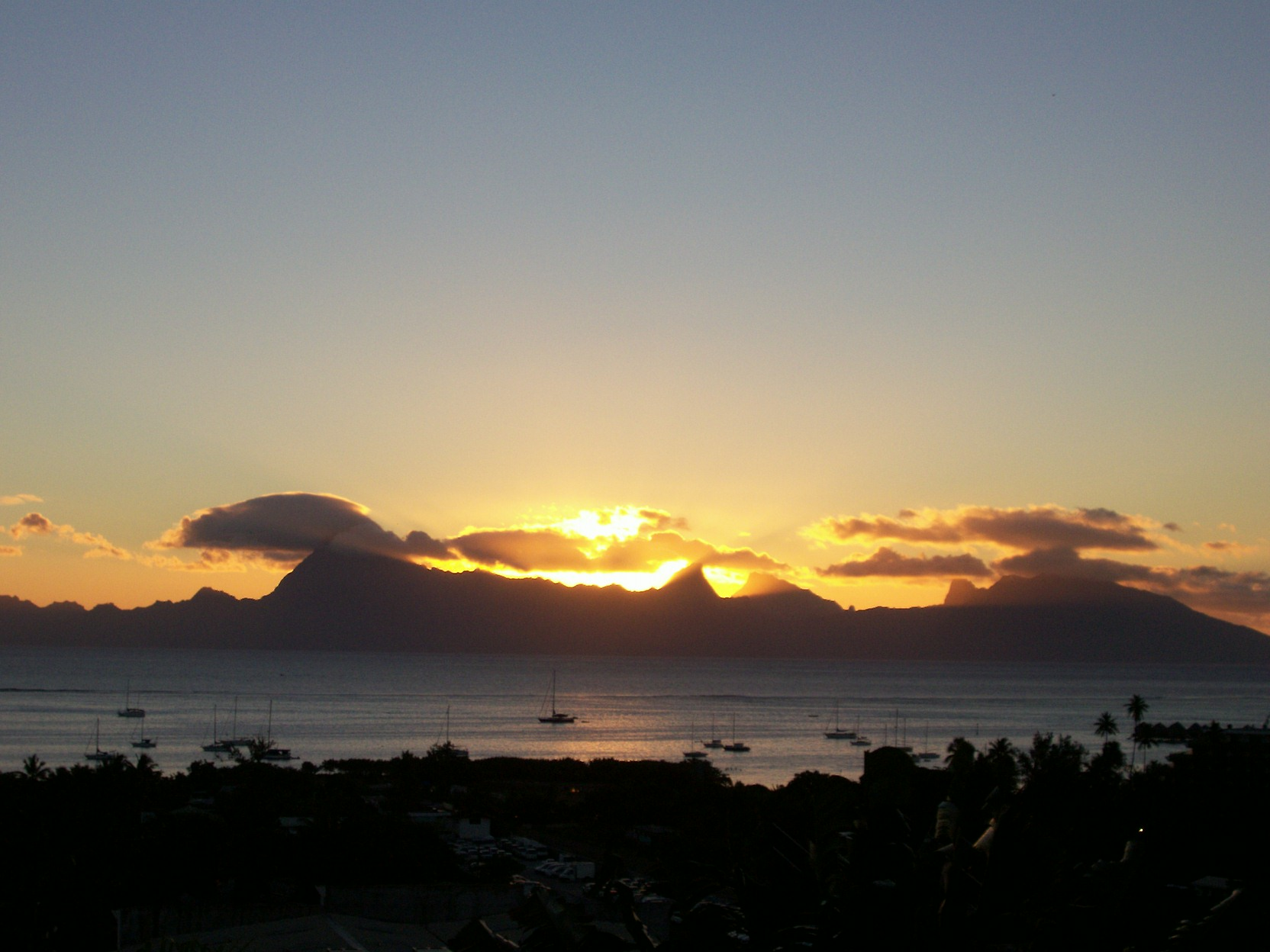
Coucher de soleil.

Durant l’aube et l’aurore, le rayonnement solaire est atténué par la diffusion de Rayleigh et la diffusion de Mie dues à un plus long passage dans l’atmosphère terrestre, à tel point que le Soleil peut être observé à l’œil nu sans grand danger. En revanche, lorsque sa lumière est atténuée par des nuages ou la brume, sa luminosité pourrait croître très rapidement dès qu’il en sortirait. Un temps brumeux, les poussières atmosphériques et la nébulosité sont autant de facteurs qui contribuent à atténuer le rayonnement.

### Dans la culture

#### Mythes, légendes et symbolique

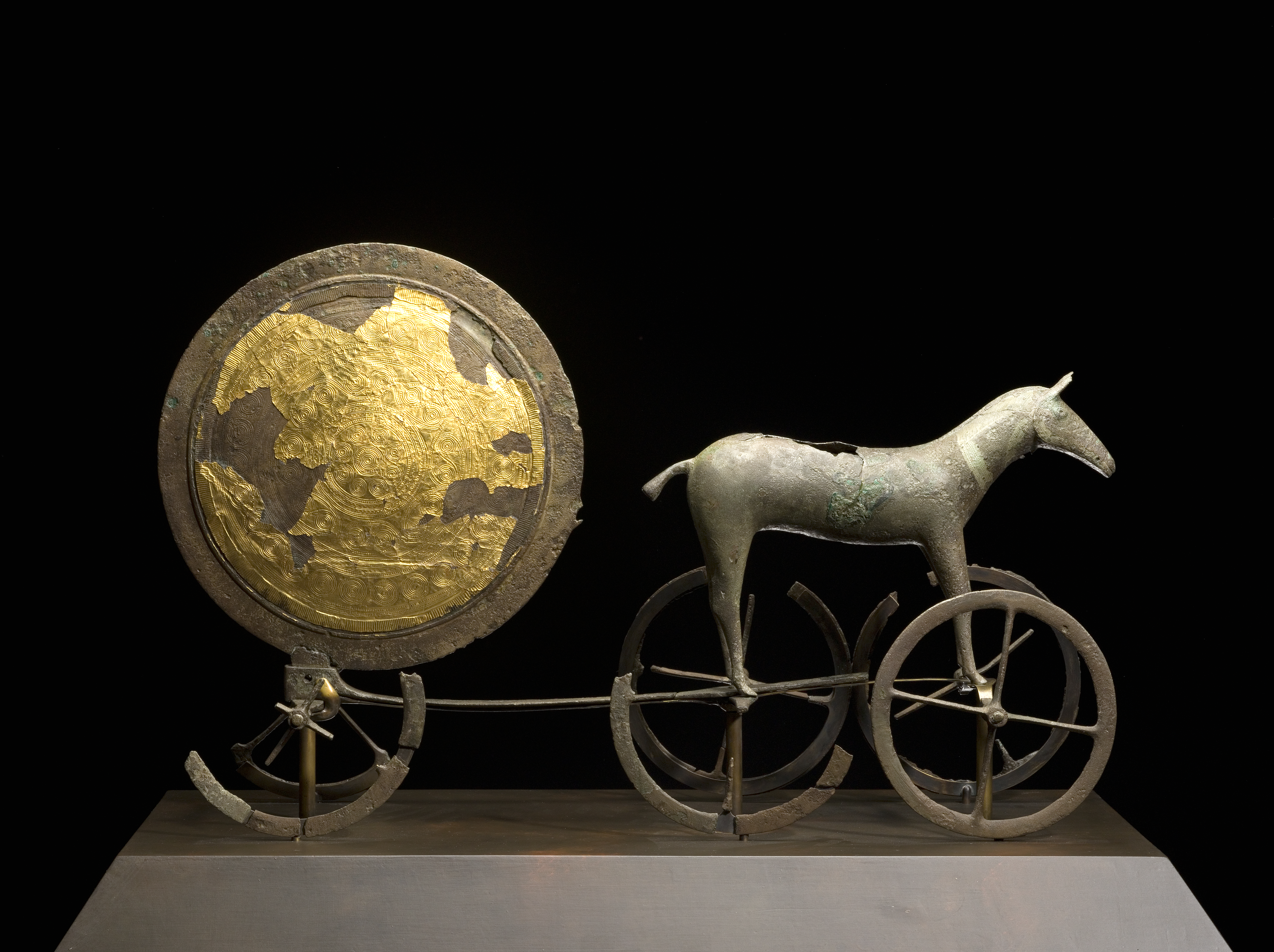
Char solaire de Trundholm, de la mythologie nordique, 1400 av. J.-C.

Le Soleil est un symbole très puissant pour les hommes. Il occupe une place dominante dans chaque culture.
D’une façon générale, il est un principe masculin et actif. Toutefois, certains peuples nomades d’Asie centrale le considéraient comme un principe féminin (la Mère soleil) ; c’est aussi le cas des shintoïstes, pour qui le Soleil est le kami Amaterasu, la grande déesse, sœur de Tsukuyomi, le kami de la Lune. Même dans la langue allemande, le Soleil est féminin selon son article (die Sonne). Dans la mythologie nordique, les enfants de Mundilfari et Glaur sont Sol (déesse du Soleil) et Máni (dieu de la Lune), une idée que J. R. R. Tolkien a reprise dans son œuvre.

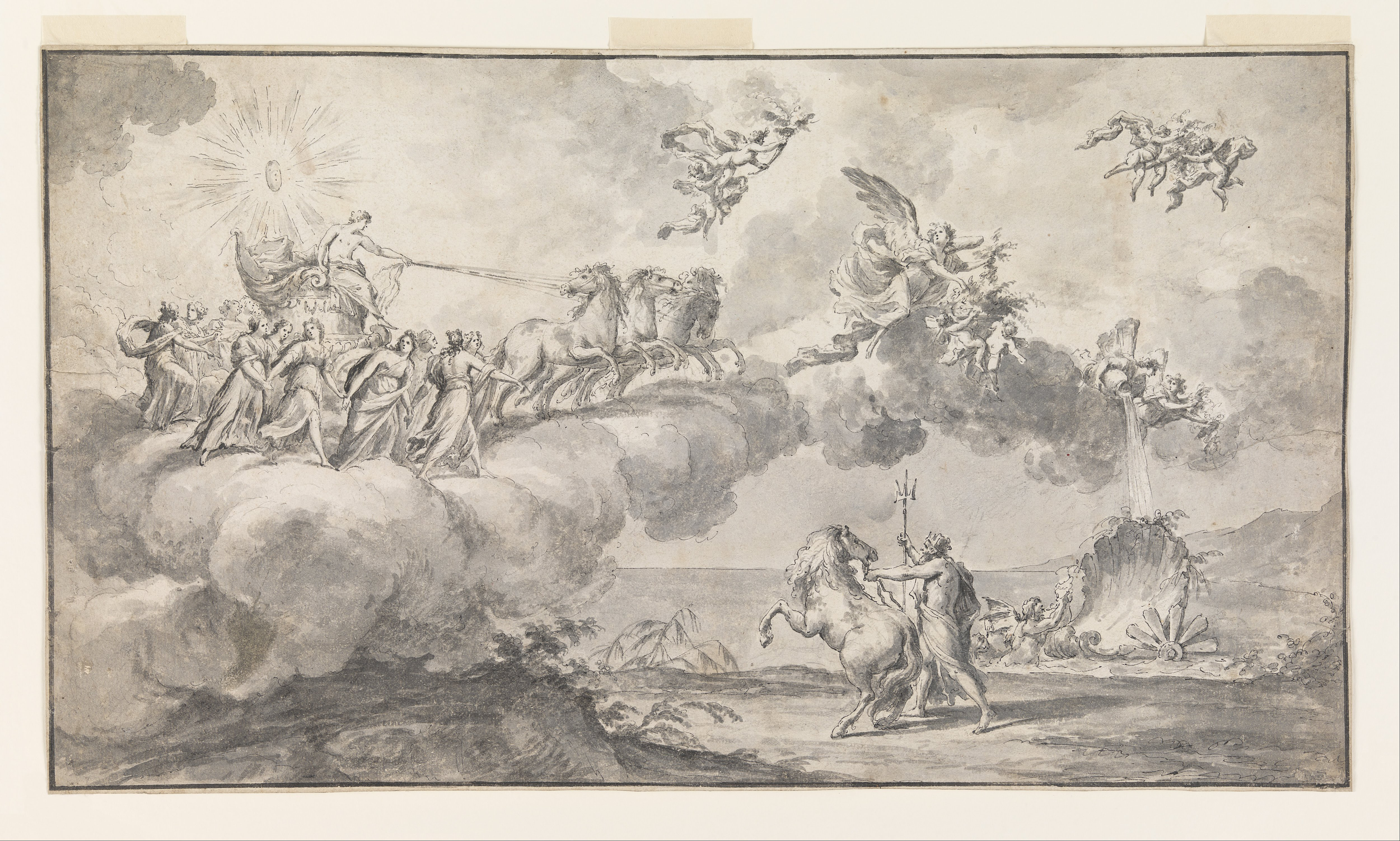
Représentation du dieu Apollon dans son char solaire conduit par l'Aurore, de la mythologie gréco-romaine.

Souvent, le Soleil représente le pouvoir. Cet astre donne la vie et si le Soleil venait à disparaître, ou même si ses rayons ne nous parvenaient plus, la vie s’éteindrait sur Terre, d’où le symbole de vie (donneur de vie).

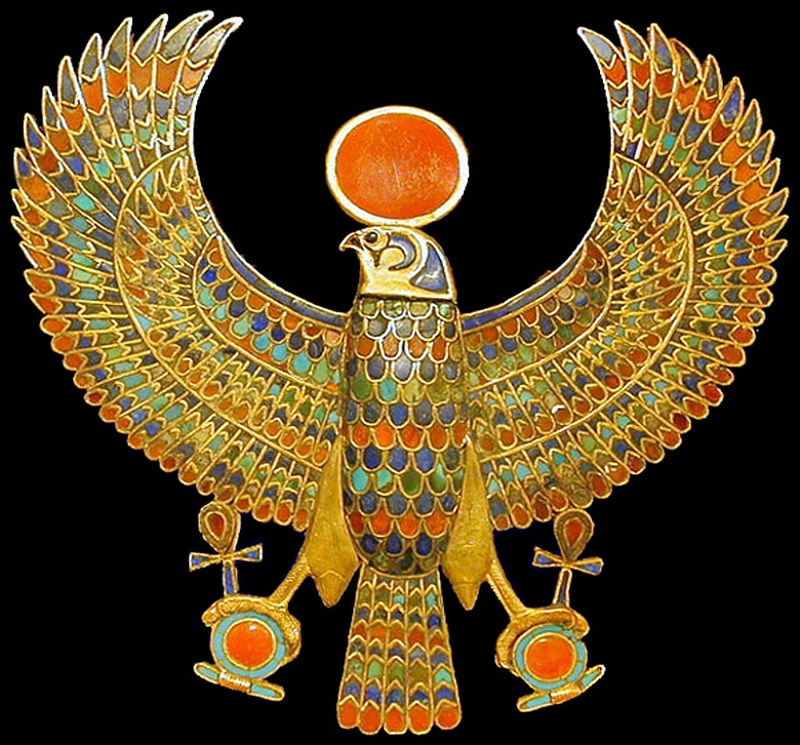
Représentation du dieu faucon du soleil Rê-Horakhty, de la mythologie égyptienne.

Dans l’Égypte antique, Rê (ou Râ) est le dieu Soleil et Akhénaton en fera son dieu unique sous le nom d’Aton, en instaurant le culte d'Aton, avec pour capitale égyptienne Héliopolis. Dans le Panthéon grec c’est Apollon, fils de Zeus et de la titane Léto, équivalent de Belenos de la mythologie celtique. Le dieu Hélios personnifie le Soleil dans la Rome et la Grèce antiques. Les Aztèques l’appelaient Huitzilopochtli, dieu du Soleil et de la guerre, le maitre du monde. S’il n’est pas associé à un dieu, des gens l’ont associé à eux-mêmes comme le roi de France Louis XIV surnommé le Roi-Soleil (couronné de Dieu). La famille impériale japonaise descendrait d’Amaterasu, déesse du Soleil. Le Japon est aussi connu sous le nom de « Pays du Soleil Levant ».

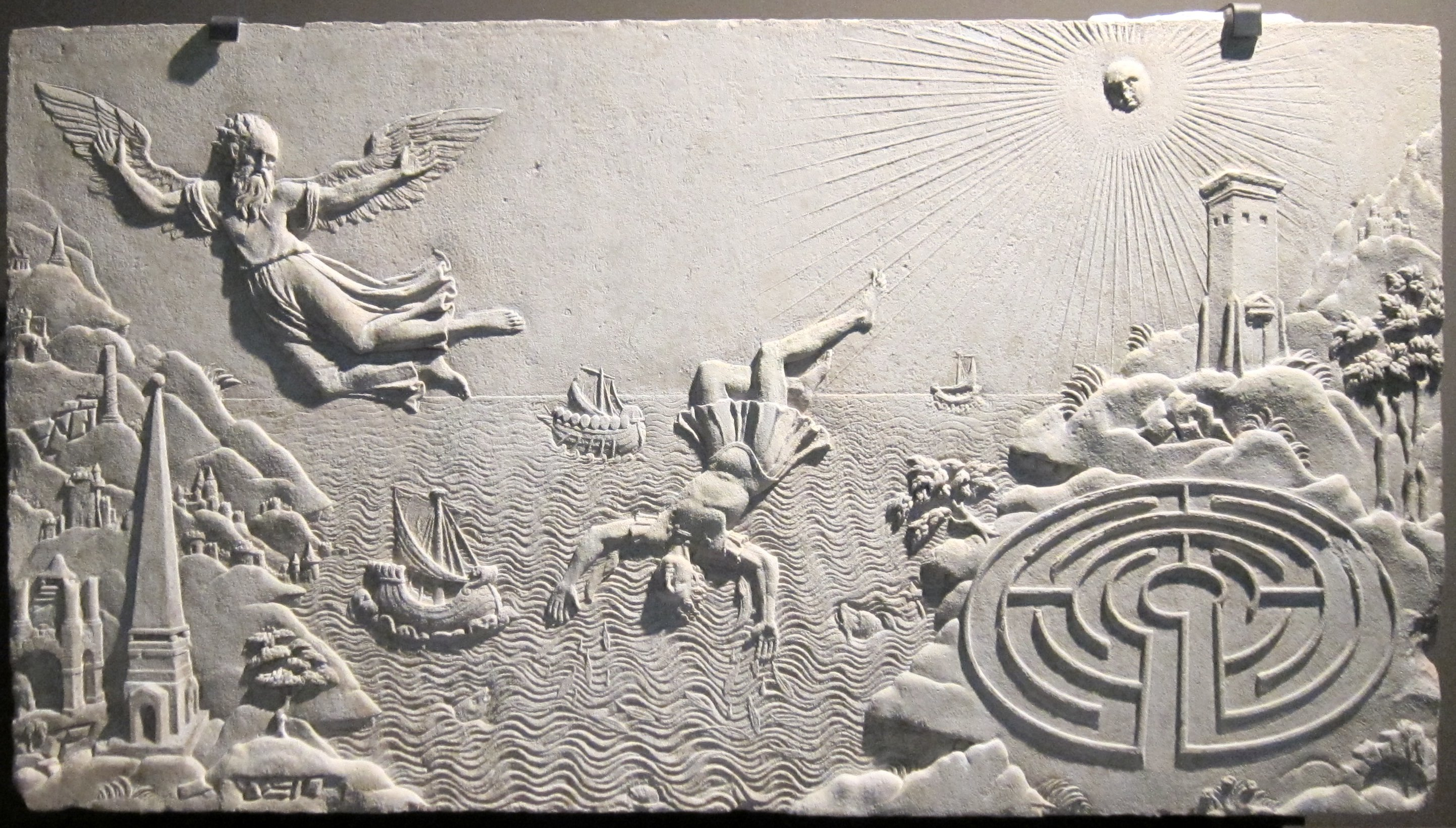
La Chute d'Icare, histoire métaphorique et allégorique de la mythologie grecque.

En alchimie, le symbole du Soleil et de l’or est un cercle avec un point en son centre :  (caractère Unicode U+2609 : ☉). Il représente l’intérieur avec tout ce qui gravite autour. En astronomie comme en astrologie, le symbole est le même.
En astrologie, le Soleil est censé correspondre à la conscience et à la volonté. Ainsi, la personnalité et les traits de caractère sont souvent attribués aux signes du zodiaque (lorsque le luminaire est vu dans un signe du zodiaque, on dit que la personne dont on étudie le thème natal est « de ce signe »).
Soleil est aussi employé par métaphore en poésie pour « jour, journée » et par analogie aux sens de « plein jour », de « vie publique » et de « grand homme » (voir le Roi-Soleil). Ces différents sens se retrouvent dans de nombreuses périphrases qui le caractérisent : « l’œil du ciel », « le maître des astres », « l’âme du monde », « le seigneur des étoiles », « le père du jour » « le fils aîné de la nature », « le grand flambeau », etc.

#### Dans les arts
- En peinture 

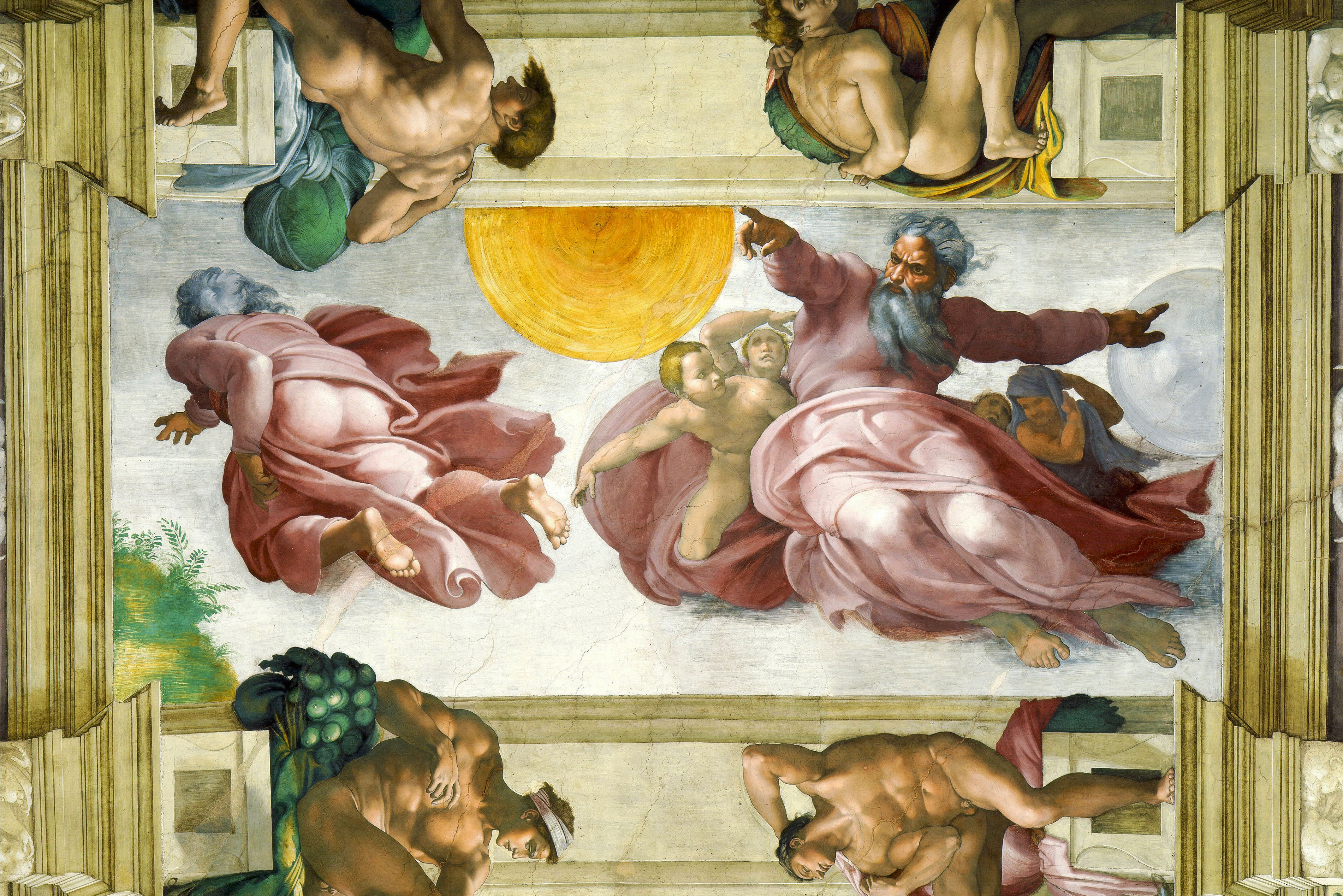
La Création du soleil, de la lune et des plantes de Michel-Ange (1511). Plafond de la chapelle Sixtine du musées du Vatican.

  - La Création du soleil, de la lune et des plantes  de Michel-Ange (1511).  Plafond de la chapelle Sixtine du musées du Vatican.
  - La Chute d'Icare, de Pieter Brueghel l'Ancien (1583)
- En musique 
  - 'O sole mio (mon soleil, en napolitain) chanson d'amour napolitaine, de 1898.
  - Sunshine, standard de jazz américain d'Irving Berlin, de 1928.
- En littérature
  - Hymne au soleil, poème d'Alphonse de Lamartine, tiré de son ouvrage Méditations poétiques (1820).
  - Les Fables de La Fontaine : Livre VI, Le Soleil et les Grenouilles (1668)
  - Le soleil et le vent : conte de Léon Tolstoï
  - Les Signaux du Soleil est un roman de S-F de Jacques Spitz, paru chez Jean Vigneau en 1943.
  - Jusqu'au cœur du soleil (titre original : Sundiver) est un roman de science-fiction écrit par David Brin, paru en 1980
  - Le Temple du Soleil, bande dessinée Les Aventures de Tintin, du dessinateur Hergé (1949).
- Au cinéma 
  - 1971 : Soleil rouge, de Terence Young, avec Charles Bronson, Alain Delon et Ursula Andress.
  - 2007 : Sunshine, film de science-fiction britanniquo-américain de Danny Boyle.